# Außenpolitik in Deutschland 1848–1851

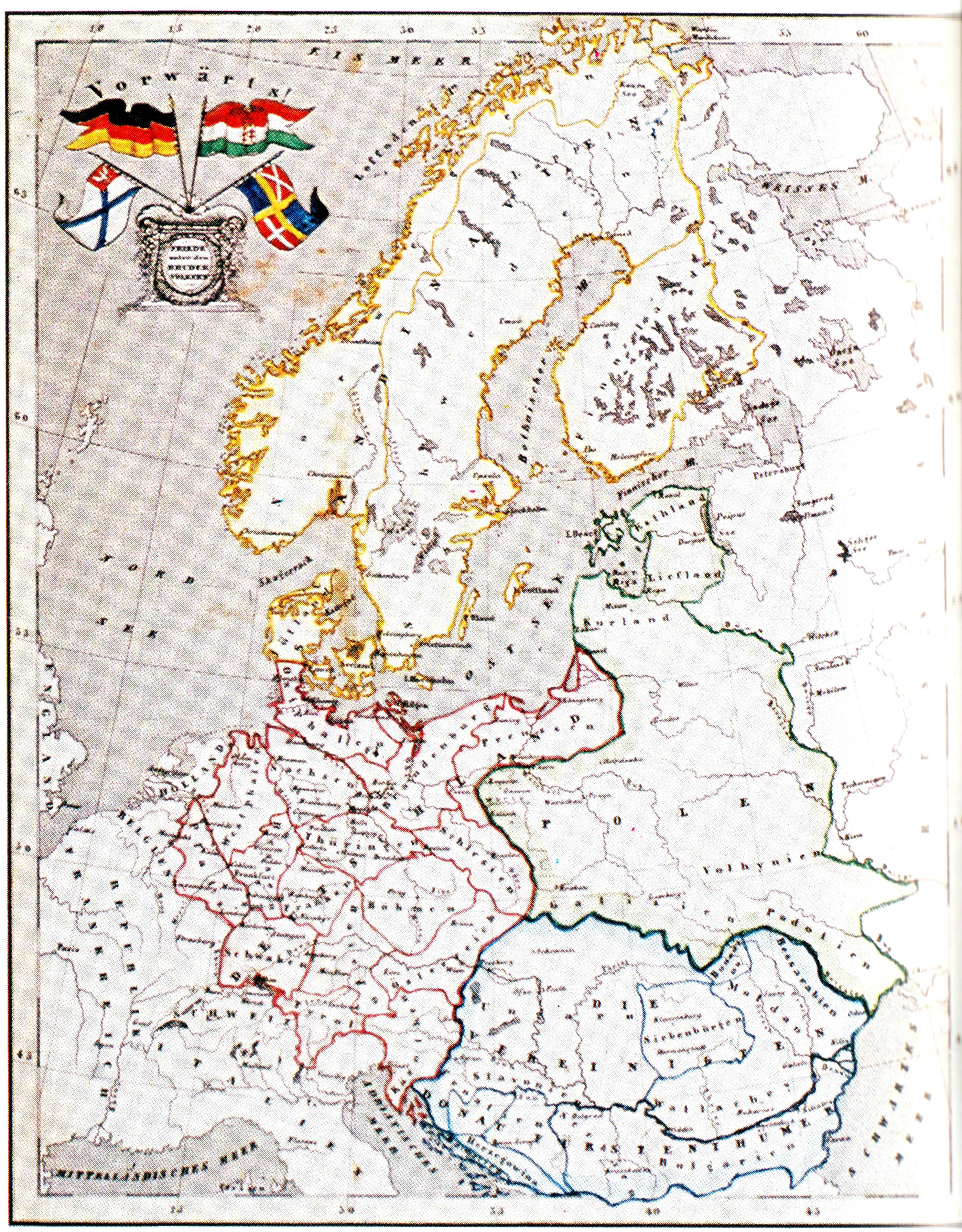
Eine Europakarte von 1848, die unter anderem einen deutschen Nationalstaat und eine Skandinavische Union vorwegnimmt

Die Außenpolitik in Deutschland 1848–1851 behandelte außen- und deutschlandpolitische Fragen von der Märzrevolution 1848 bis zur Wiederherstellung des Deutschen Bundes 1851. Dazu gehört auch die Tätigkeit der Frankfurter Nationalversammlung und der Provisorischen Zentralgewalt 1848/1849, danach der Streit um die Erfurter Union 1849/1850. Während dieser zwei, drei Jahre brachen länger schwelende Grenz- und Nationalitätenkonflikte auf. Von Bedeutung war ferner, wie die fünf Großmächte auf die damaligen deutschen Einigungsversuche reagierten: Ein deutscher Nationalstaat hätte Folgen für das europäische Gleichgewicht gehabt. Zwei der Großmächte, Österreich und Preußen, gehörten selbst zu Deutschland.
Die liberalen und demokratischen Politiker in Deutschland, aber auch national denkende Konservative, drängten in der Revolutionszeit 1848/1849 auf einen deutschen Bundesstaat, der den Deutschen Bund (einen Staatenbund) ablösen sollte. Das entstehende Deutsche Reich wurde allerdings nur von einigen kleineren europäischen Staaten sowie den USA anerkannt. Außerdem wurden die Anordnungen der Zentralgewalt nur ansatzweise in den Einzelstaaten befolgt.

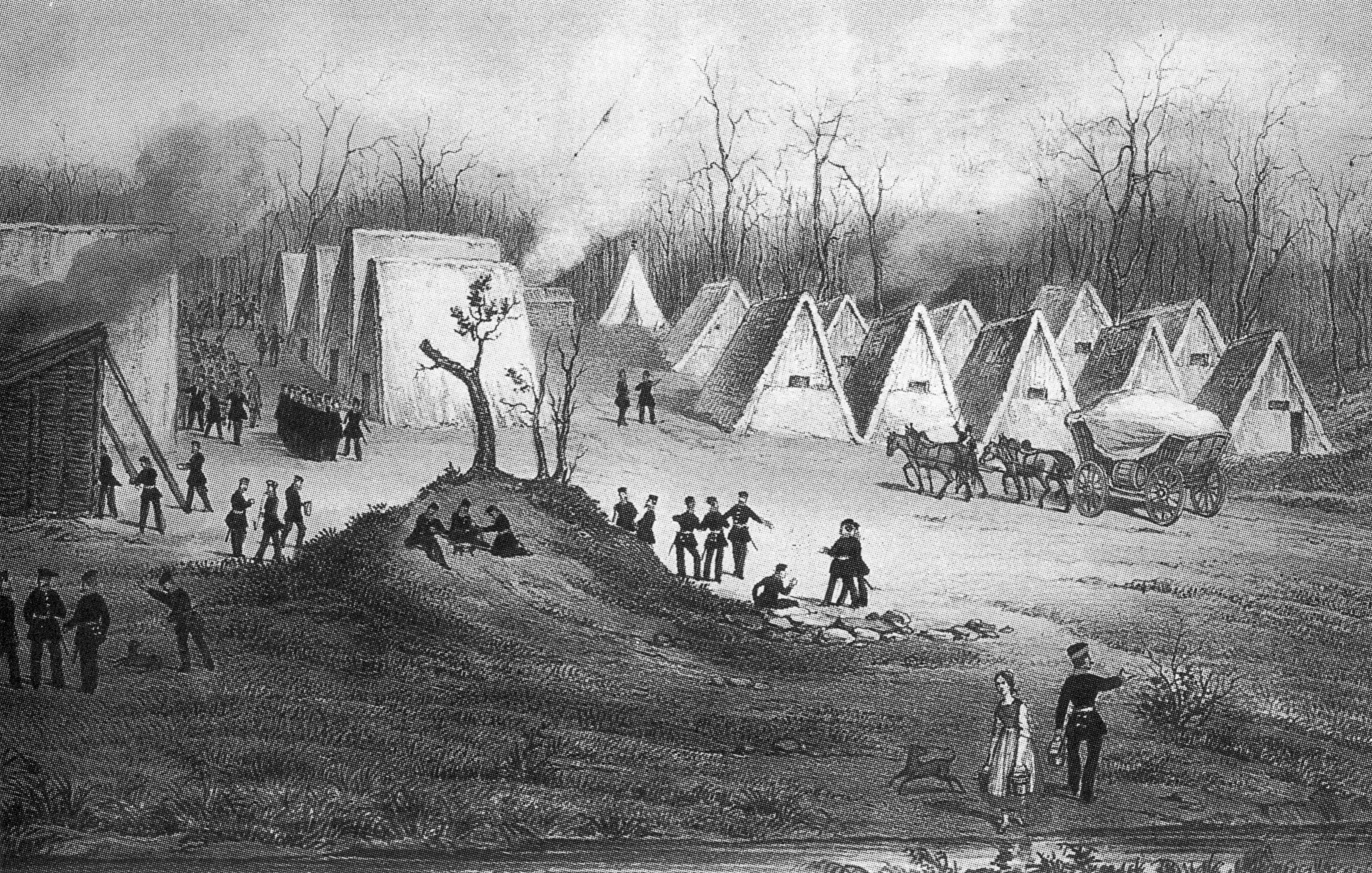
Lager der Armee von Schleswig-Holstein bei Rendsburg, 1850

Neben Österreich und Preußen waren Großbritannien, Russland und Frankreich Großmächte. Ihr Hauptziel war es, revolutionäre Bewegungen frühzeitig zu unterdrücken und Gebietsveränderungen zu verhindern. So fragten sie sich in den Jahren 1848–1851, welche Vor- oder Nachteile ein geeintes Deutschland für sie haben würde. Vor allem die russische Regierung mischte sich durch Kriegsdrohungen in die deutsche Frage ein, weil sie im entstehenden deutschen Nationalstaat in erster Linie eine Ausgeburt der Revolution sah.
Nach dem Ende der Nationalversammlung im Frühsommer 1849 versuchte Preußen, ein Deutsches Reich unter konservativerem Vorzeichen zu gründen. Dies führte zu der sogenannten Erfurter Union oder Deutschen Union. Österreich versuchte dies zu verhindern und konterte mit dem Plan eines Großösterreich. Ein Krieg zwischen Preußen und Österreich konnte in der Herbstkrise 1850 gerade noch abgewendet werden. Im Jahr 1851 wurde der Deutsche Bund vollständig wiederhergestellt.
Politisch-ideologisch standen sich vor allem das Prinzip der (revolutionären) Volkssouveränität und das monarchische Prinzip gegenüber, also ob der deutsche Nationalstaat durch das Volk und seine Nationalversammlung oder durch die monarchischen Regierungen gegründet werden sollte. Ein weiterer Gegensatz war der zwischen dem historisch-legalistischen und dem Nationalitätenprinzip. Nach ersterem bestand Deutschland aus den Gebieten des Deutschen Bundes. Nach letzterem war die Nationalität der Einwohner eines Gebietes entscheidend.
Die heftigste nationale Auseinandersetzung war diejenige, die zum Schleswig-Holsteinischen Krieg führte. In der preußischen Provinz Posen kam es teilweise ebenfalls zur Gewaltanwendung, und die Limburger Frage bereitete der Zentralgewalt diplomatische Schwierigkeiten, als Einwohner dieser niederländischen Provinz sich Deutschland anschließen wollten. Solche Probleme erschwerten die Nationalstaatsbildung zusätzlich.

## Vorgeschichte

### Pentarchie der Großmächte in Europa
Fast in der gesamten Zeit von 1789 bis 1815 führte das Frankreich der Revolution bzw. Napoleons Frankreich Krieg mit anderen europäischen Ländern. Nach Napoleons Sturz wollten die Großmächte für alle Zukunft verhindern, dass es erneut zu einer solchen Situation kam. Frankreich mit seiner erneuerten Monarchie stieg bald wieder in den Kreis der europäischen Großmächte auf, so dass man von einer Pentarchie (Herrschaft der Fünf) spricht. Für diese Großmächte war politische Stabilität (der Status quo) das oberste gemeinsame Ziel.
Der Wiener Kongress von 1814/1815 hatte zwei Hauptaufgaben. Erstens ging es darum, den mit Frankreich geschlossenen Frieden zu vollziehen und dabei den Kontinent neu zu ordnen. Zweitens war der Kongress ein „deutscher Verfassungskongress“ (Ernst Rudolf Huber), auf dem die deutschen Staaten einen Bund schlossen. Dabei war die „deutsche Verfassungsfrage […] zugleich eine Frage der europäischen Politik“. Vor allem Russland und Frankreich mischten sich oft in die Angelegenheiten des neuen Deutschen Bundes ein. In der Praxis war das System des Wiener Kongresses weniger stabil als gedacht, da die Großmächte neben den gemeinsamen Interessen (die Wahrung der Friedensordnung) auch eigene Interessen verfolgten.

### Deutscher Bund

Gebiet des Deutschen Bundes, 1815 bis 1848 und 1851 bis 1866

Der Deutsche Bund war kein deutscher Nationalstaat, sondern ein Staatenbund. Die Mitgliedsstaaten bewahrten ihre Eigenständigkeit. Dies kam auch dem Umstand entgegen, dass die Mitglieder eine unterschiedliche Innenpolitik betrieben. Mithilfe des Deutschen Bundes sollten in der Mitte Europas revolutionäre Bestrebungen bekämpft werden. Dies geschah etwa dadurch, dass Truppen des Bundes oder eines Mitgliedsstaates in einer Bundesintervention einem deutschen Staat gegen Revolutionäre zur Hilfe kam. Oder aber der Bund ergriff Maßnahmen gegen einen Staat, durch eine Bundesexekution, wenn ein Staat den Bundespflichten nicht nachkam. Überhaupt versuchte der Bund, durch Einschränkungen der Presse-, Vereins- und Versammlungsfreiheit frühzeitig unliebsame Tendenzen zu unterdrücken.
Zum Bund gehörten zwei der fünf Großmächte, nämlich Österreich und das weniger mächtige Preußen. Zusammen mit Russland galten sie als die konservativen der fünf Großmächte. Einige der größeren der über dreißig deutschen Staaten nannte man Mittelstaaten; zuweilen fasst man sie unter dem Begriff Drittes Deutschland zusammen. Damit sind vor allem vier Königreiche gemeint: Bayern und Württemberg im Süden und Hannover und Sachsen im Norden. Manchmal wird auch das Großherzogtum Baden im äußersten Südwesten hinzugezählt.

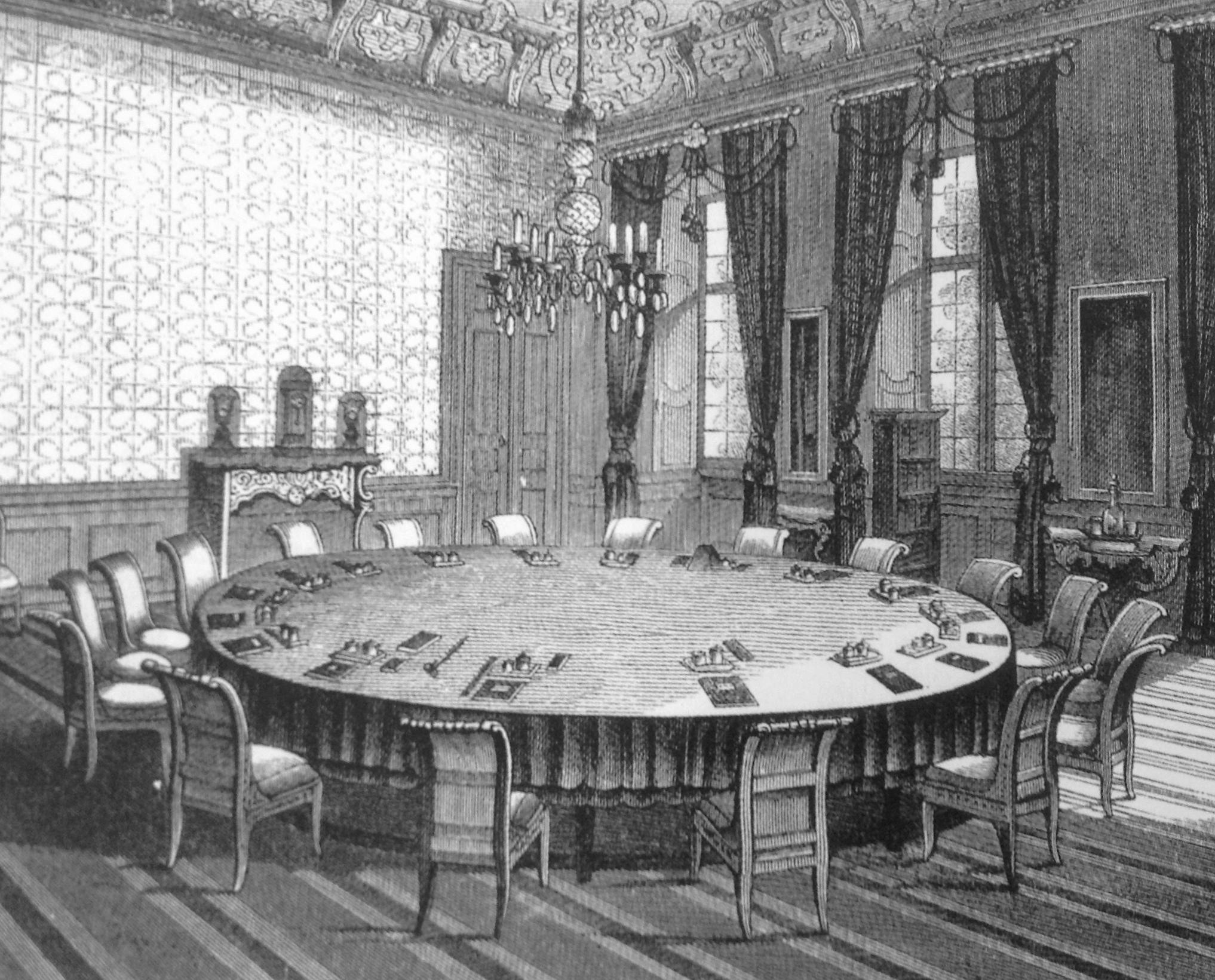
Saal des Bundestages in Frankfurt

In Deutschland gab es verschiedene Gruppen, die sich eine Veränderung der Situation wünschten. Die Demokraten oder Radikalen wollten einen deutschen Nationalstaat als demokratische Republik mit allgemeinem Wahlrecht errichten. Die eigentlichen Liberalen und gemäßigte Konservative hingegen erstrebten eine konstitutionelle Monarchie mit einem Machtgleichgewicht zwischen Monarchen und Volksvertretung. Wählen sollten nach liberaler Ansicht nur die Reichen und Gebildeten. Ein geeintes Deutschland könne Handel und Wirtschaft besser fördern und wäre ein bedeutender Machtfaktor in Europa oder gar in der Welt. Außerdem erwarteten sie eine freiere Entwicklung als im Spätabsolutismus oder den halbherzigen Frühkonstitutionalismus vieler deutscher Staaten.

Deutschlandkonzepte 1848–1867: Begriffe

Für viele Staaten in Europa war der Deutsche Bund eine willkommene Konstruktion:
- Die Staaten des Deutschen Bundes bildeten einen Puffer vor allem zwischen Frankreich und Russland.
- Der Bund verhinderte das Entstehen eines geeinten Deutschlands, das die Machtkonstellation erschüttern würde.
- Er beschützte die kleineren deutschen Staaten vor Österreich, Preußen und fremden Mächten. (Frankreich beispielsweise wünschte sich den Rhein als seine Ostgrenze.)
- Einige nichtdeutsche Monarchen waren Oberhäupter von deutschen Gebieten, wodurch sie ein Interesse erhielten, den Status quo aufrechtzuerhalten. Sie schickten auch Gesandte zum Bundestag nach Frankfurt: die Niederlande (für Luxemburg, ab 1839 für den Ostteil Luxemburgs und Limburg), Dänemark (für Holstein), Großbritannien (für Hannover, bis 1837).
- Der Bund unterdrückte revolutionäre Bestrebungen innerhalb Deutschlands.

Ein britischer Diplomat, Frederick Lamb, Botschafter in Wien, drückte es 1832 so aus: Deutschland solle monarchisch und föderativ sein, unfähig zu eigener Aggression, aber stark genug, um fremde Aggression aus dem Osten oder Westen zurückzuschlagen.
Bereits 1830 war erneut eine Revolution in Frankreich ausgebrochen. Sie brachte eine liberalere Monarchie an die Macht, in der das Parlament etwas mehr Macht hatte. Belgien spaltete sich von den Vereinigten Niederlanden ab, und in Deutschland gaben sich einige weitere, kleinere Staaten erstmals eine Verfassung. In den 1840er-Jahren stieg wieder eine revolutionäre Stimmung in Europa an, die sich in Frankreich im Februar 1848 entlud. Diese Februarrevolution führte in Frankreich zu einer Republik, und in zahlreichen europäischen Ländern mussten die Monarchen liberale Regierungen einsetzen, so auch in Deutschland.

## Deutsches Reich 1848/1849

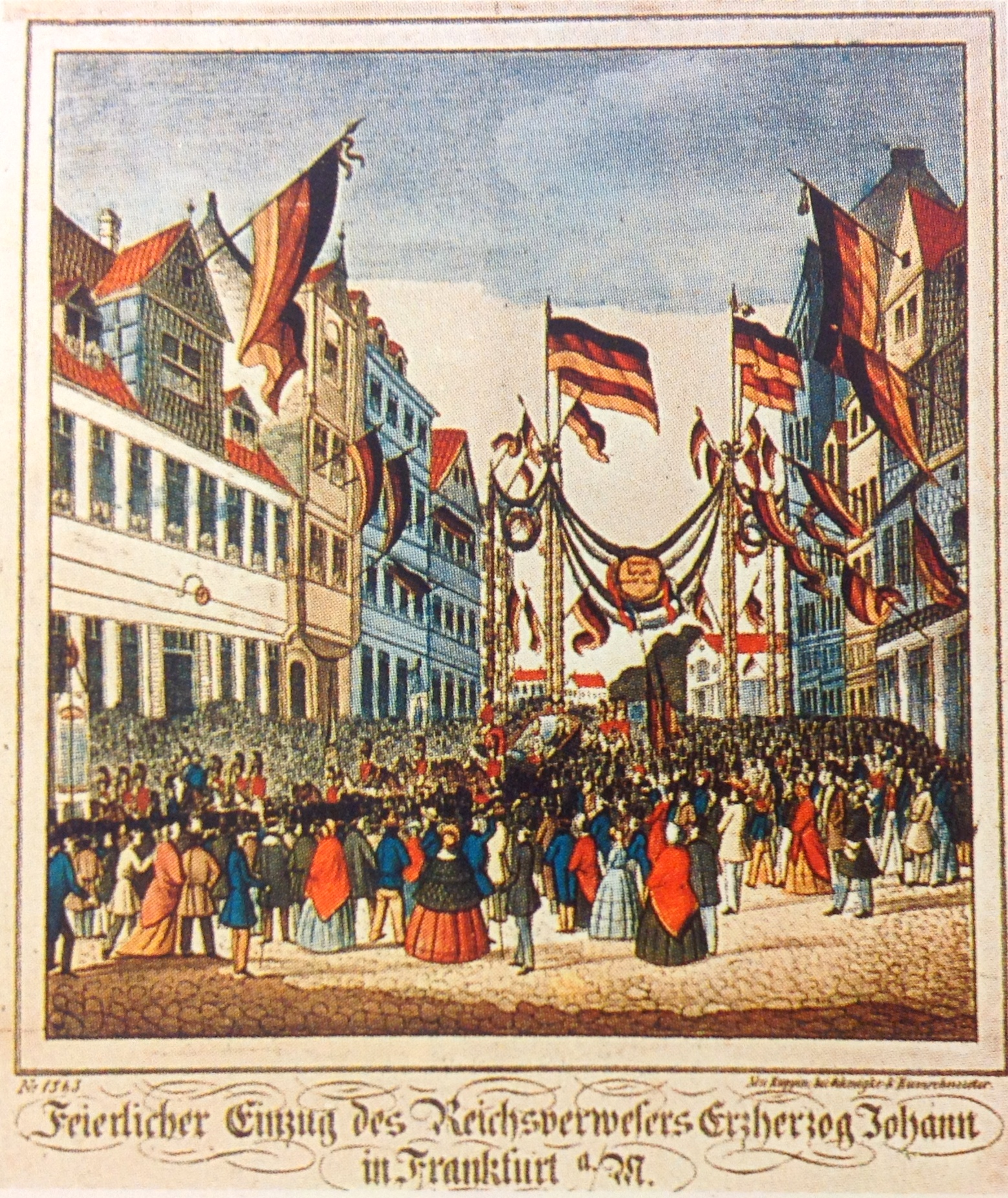
Einzug des Reichsverwesers in Frankfurt, Juli 1848. Reichsverweser Erzherzog Johann diente als vorläufiger deutscher Monarch und setzte eine Reichsregierung ein.

In Deutschland ging es nicht nur um eine Liberalisierung, sondern auch um die Schaffung eines Nationalstaates. Unter Druck der Revolution ließen die Staaten im Deutschen Bund eine Nationalversammlung wählen. Dies war das erste gesamtdeutsche Parlament. Es hatte die Aufgabe mitbekommen, eine Verfassung zu erarbeiten, die dann mit den Staatsregierungen zu vereinbaren war.
Die Nationalversammlung tagte ab Mai 1848 und arbeitete nicht nur an einer Verfassung, sondern richtete sogar bereits eine Regierung Deutschlands ein. Dazu erließ sie ein Reichsgesetz mit einer vorläufigen Verfassungsordnung und wählte einen Ersatz-Monarchen, den Reichsverweser.
Der Reichsverweser ernannte Minister und bildete mit ihnen zusammen die sogenannte Provisorische Zentralgewalt. Sie wurde auch Reichsregierung oder Reichsministerium genannt. Der Bundestag beendete seine Tätigkeit und übertrug seine Rechte auf den Reichsverweser. Allerdings blieb die Lage der Reichsregierung prekär: Sie konnte keine direkte Macht ausüben, verfügte kaum über Beamte und war auf die Unterstützung der einzelstaatlichen Regierungen angewiesen. Diese Unterstützung gaben die Regierungen je nach eigenem Gutdünken.

### Die Nationalversammlung über das neue Deutschland
In der Nationalversammlung wurde deutlicher, wie die Demokraten und Liberalen sich das geeinte Deutschland vorstellten. Wenn die Nationalversammlung über die Form des künftigen Deutschlands debattierte, dann ging es neben dem politischen System und um die Landesgrenzen darum, welche Bedeutung Deutschland künftig in der Welt haben sollte. In den Debatten kristallisierte sich eine Art „Magnettheorie“ heraus, so Günter Wollstein: Es sei ein Kerngebiet zu schaffen, das durch freiheitliche Verfassung, durch Wirtschaft und Machtpolitik mitsamt Überseeflotte, attraktiv sein solle. Ein späterer Machtzuwachs ergebe sich dann automatisch und friedlich, durch außenpolitische Bündnisse und Gebietserweiterungen. Mal stellte man den Freiheitsaspekt in den Vordergrund, mal die Machtpolitik. Ihren eigentlichen Sinn habe diese Magnettheorie aber erst im Zusammenhang mit dem Elsass und Lothringen erhalten. 

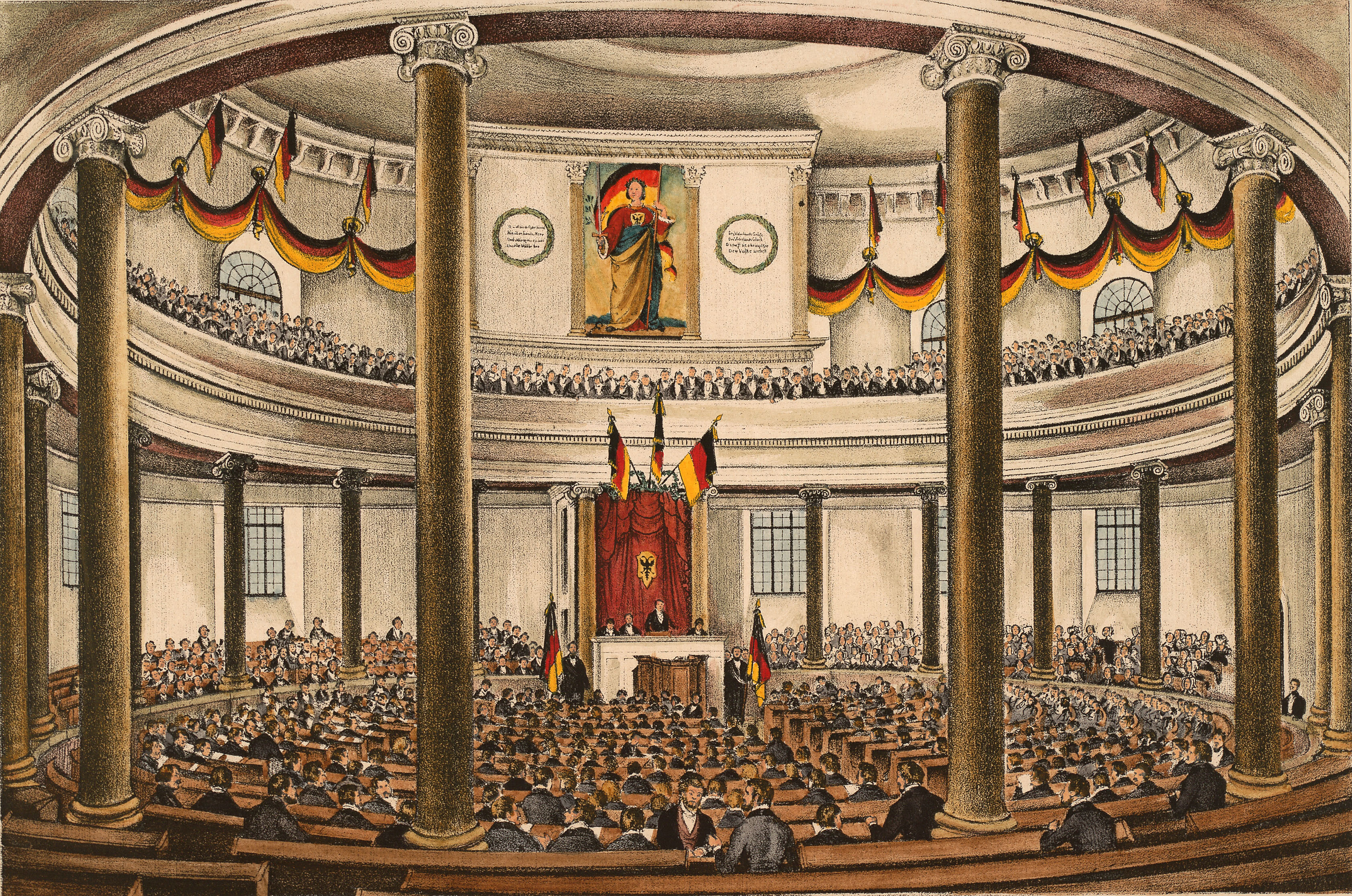
Die Frankfurter Nationalversammlung tagte in der Paulskirche in Frankfurt.

In Zukunft hätte es dann (außer Großbritannien) drei Machtzentren in Europa gegeben: das romanische Frankreich, das germanische Deutschland und das slawische Russland. Italiens und Polens Zukunft wurde im Laufe der Entwicklung als immer unwichtiger gesehen. Deutschland sollte wegen seiner Mittellage Hauptstütze einer neuen Friedens- und Völkerordnung werden; bisweilen fürchtete man aber auch, dass Deutschland sich machtpolitisch überdehnt.
Liberale und Demokraten empfanden Russland als barbarisch und despotisch und sahen es als Hauptgegner des neuen Deutschlands. Manche glaubten gar an einen „Entscheidungskampf“ zwischen Deutschland und Russland. Liberale wünschten sich Großbritannien als künftigen Bündnispartner, wegen des konstitutionellen Vorbilds und der Stammverwandtschaft und trotz der Unzuverlässigkeit wegen seiner Händlerinteressen. Sie sahen das angestrebte freiheitliche, konstitutionelle und bundesstaatliche Deutschland als Mittler zwischen dem unitarischen Westen und dem despotisch-rückständigen Osten. Demokraten hielten das revolutionäre Frankreich für den entscheidenden Partner, trotz der konservativen Wende dort. Russland könne dann den Siegeszug einer fortschrittlichen Weltordnung nicht mehr aufhalten. Eine weitere Zukunftsvision träumte von einer germanischen Weltherrschaft, die von einem deutsch geführten Mitteleuropa gemeinsam mit den USA ausgeübt werden würde.

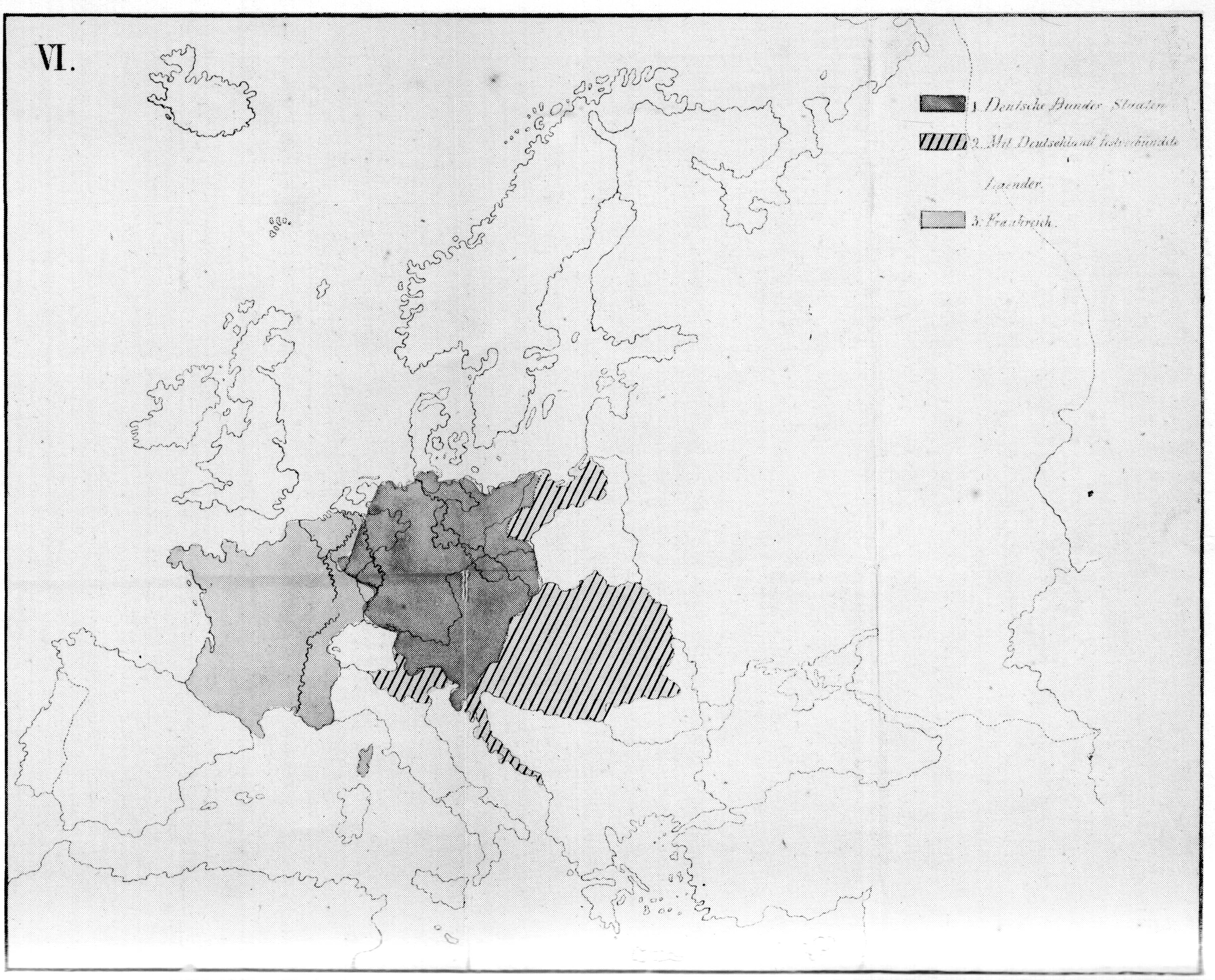
Eine Karte von Oettingen-Wallerstein aus dem Jahre 1848, mit dem Deutschen Bund in dunkler Flächenfarbe. In Schraffur sind die Gebiete Österreichs und Preußens angegeben, die nicht zum Bund gehörten.

Zwar seien auch andere revolutionären Neuansätze 1848 in Europa gescheitert, so Günter Wollstein. Das Versagen der Nationalversammlung habe aber „in erheblichem Maße“ an der „eigenen Haltung in der nationalen Frage“ gelegen. So wurde das System des Wiener Kongresses von 1815 nicht verändert und erschwerte andere Korrekturen. Laut Wollstein litten die Debatten der Nationalversammlung unter folgenden Problemen:
- Preußen und Österreich besaßen große Gebiete außerhalb des deutschsprachigen Raums, und das System des Wiener Kongresses verwehrte nationale Veränderungen. Den Abgeordneten der Nationalversammlung fehlte das notwendige Augenmaß, ein angemessenes Konzept für Deutschland zu erarbeiten.
- Die Abgeordneten hatten Zukunftsvorstellungen zu Wirtschaft und Geopolitik von Friedrich List übernommen. Dazu begeisterten sie sich für eine Politik nationaler Ehre. So aber erschwerten sie es den fremden Mächten, das neue Deutschland zu befürworten.
- In der Zeit des Vormärz hatten die unterdrückten Liberalen und Demokraten nationale Kampfziele formuliert. Nun konnten sie diese Ziele nicht in politisch umsetzbare Leitvorstellungen übersetzen.

Wünschenswert sei gerade ein Mittelweg gewesen, der 1848 nicht gefunden wurde. Bestehend blieb die Sehnsucht nach einem einigen, freien und dadurch eben mächtigen Deutschland.

### Reichsdiplomatie

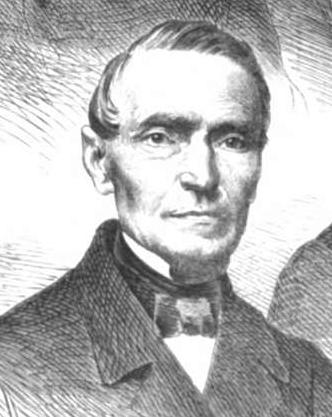
Friedrich von Rönne (hier in späteren Jahren) war deutscher Gesandter in den Vereinigten Staaten von Amerika

Die Reichsregierung bemühte sich darum, dass ihre Anweisungen innerhalb Deutschlands anerkannt wurden. Noch dazu suchte sie nach allgemeiner Anerkennung durch die ausländischen Mächte. Folgte man der These, dass das Deutsche Reich der umbenannte Deutsche Bund war, so schien die Anerkennung kein Problem zu sein. Doch die anderen Länder entschieden für sich, ob sie das Reich anerkennen wollten.
Bei den auswärtigen Großmächten standen vor allem zwei Gründe gegen einen deutschen Nationalstaat. Er hätte das Gleichgewicht der Mächte zerstört und ihre eigene Vormachtstellung angetastet. Konrad Canis: „Ein Großdeutschland der Paulskirche signalisierte ihnen einen hegemonialen Drang, der die kontinentale Machtstellung vor allem Rußlands und Frankreichs, aber auch Englands, einschränken konnte.“ Zweitens wäre der Nationalstaat aus der Revolution geboren und damit unberechenbar, wie die Französische Revolution von 1789. Dabei fürchteten die Großmächte gesellschaftliche und staatliche Umstürze in Folge von neuen, zu erwartenden Krisen.
Anerkannt wurde die Reichsregierung, durch die Akkreditierung eines Botschafters, außer von den USA auch von Schweden, den Niederlanden, Belgien, der Schweiz, Sardinien, Neapel und Griechenland. Außerdem waren die kleinen deutschen Staaten damit einverstanden, dass das Reich sie international vertrat. Die größeren hingegen wollten ihre eigenen Gesandten nicht zugunsten von Reichsgesandten zurückziehen.

## Grenzen und Nationalitäten

Deutschlandkonzept in der Frankfurter Reichsverfassung, März 1849

In den Debatten der Nationalversammlung finden sich Beispiele für einen Nationalismus, der später in der Forschung dem integralen Nationalismus zugeordnet wurde. Am bekanntesten ist in diesem Zusammenhang wohl ein Beitrag des jungen Ostpreußen Wilhelm Jordan in der Posen-Debatte, in der er Trauer über den Untergang Polens eine „schwachsinnige Sentimentalität“ nannte. Überhaupt klagte er über eine nationale Selbstvergessenheit in Deutschland. Typisch, so Wolfram Siemann, seien solche Reden allerdings nicht gewesen. Die Debatten über Böhmen führten stattdessen dazu, dass die Nationalversammlung einen großzügigen Minderheitenschutz beschloss.
Die Abgeordneten trafen meist wesentlich besonnenere Entscheidungen, als gewisse Debattenbeiträge es vermuten lassen. Doch einige Entscheidungen belasteten das Verhältnis zum Ausland erheblich. Dabei musste die Nationalversammlung Rücksicht auf eine öffentliche Meinung nehmen, die vor allem in der Schleswig-Holstein-Frage eine nationale Zurückhaltung ablehnte. Nach Jahren des Gefühls nationaler Schwäche ließen sich die Abgeordneten zu absoluten Ansprüchen hinreißen. So forderten sie Gebiete, die nicht zum Bund gehört hatten, deren Angliederung zum Bruch internationaler Verträge geführt hätten und die teilweise nicht deutschsprachig waren.

### Schleswig-Holstein-Frage

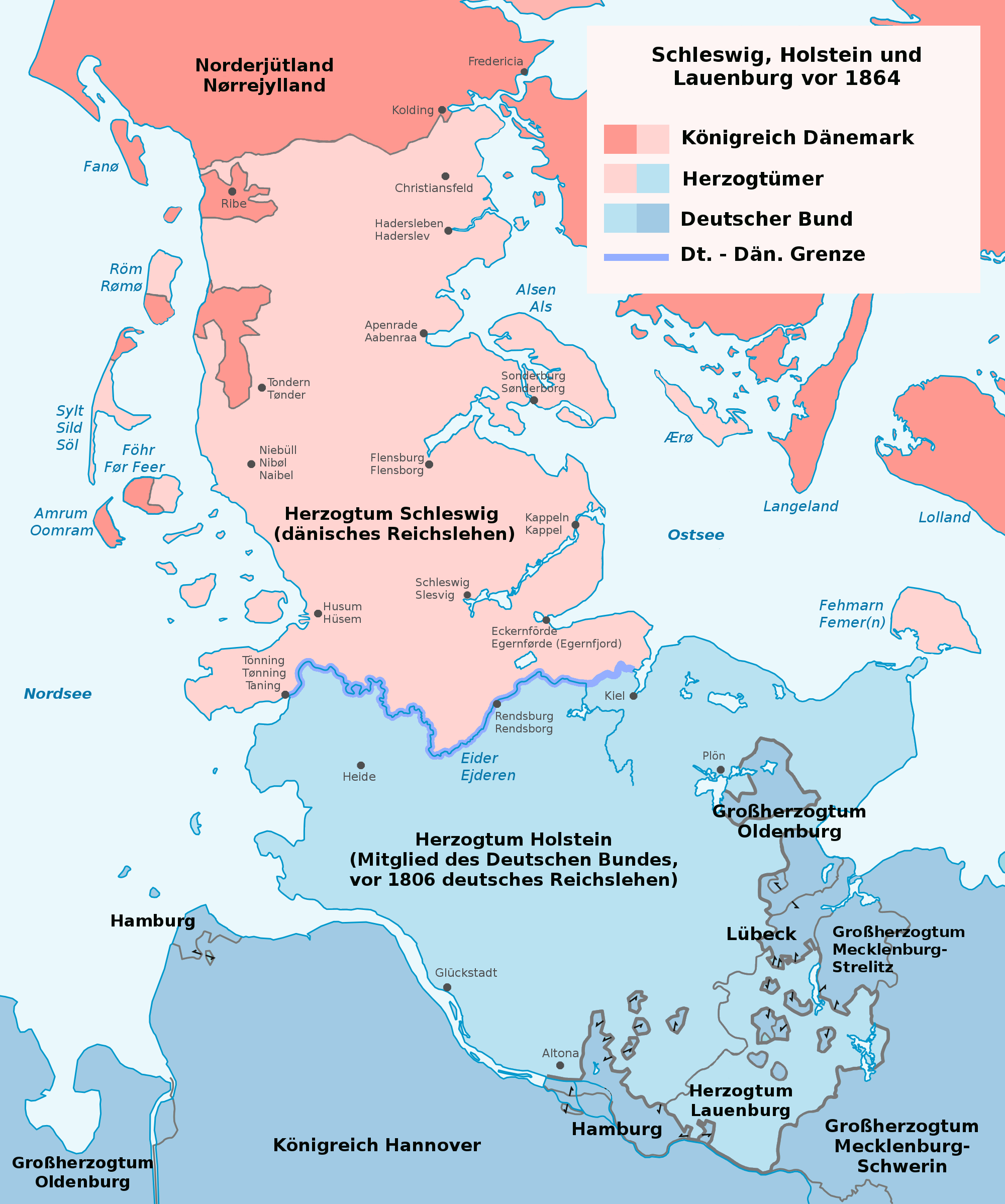
Schleswig und Holstein 1848

Die Frage um Schleswig (und Holstein) „stellte das bei weitem wichtigste außenpolitische Einzelproblem für die Abgeordneten der Paulskirche dar“, schrieb Günter Wollstein in seiner Studie über das Großdeutschland der Nationalversammlung. Es ging um die einzige „kriegerische Auseinandersetzung aus nationalpolitischen Gründen“ jener Zeit. Die Interessen anderer Staaten waren berührt, die die Kontrolle über die Ostsee-Zugänge weiterhin bei Dänemark sehen wollten. Preußens Eingreifen führte zu Spannungen zwischen Berlin und Frankfurt; die Abgeordneten der Nationalversammlung erhoben den Streit um die beiden Herzogtümer zum entscheidenden Test für das neue Deutschland.
Manfred Kittel meinte, in der Schleswig-Holstein-Frage hätten sich die „Urteile und Vorurteile“ der deutschen Liberalen über die Nachbarstaaten wie in einem Brennspiegel gebündelt. Diese Urteile betrafen „die Art der diplomatischen Beziehungen zu ihnen und […] die grundsätzliche Bedeutung von Faktoren wie Humanität und Macht für die deutsche Außenpolitik.“

#### Aufstand und Nationalversammlung
Seit Jahrhunderten war der dänische König in Personalunion auch Herzog von Schleswig bzw. von Holstein. Schleswig selbst war staatsrechtlich ein Reichslehen Dänemarks, Holstein ein römisch-deutsches Reichslehen (bis 1806) bzw. Mitglied des Deutschen Bundes (ab 1815). Holstein war deutschsprachig, während in Schleswig sowohl deutsch, dänisch als auch nordfriesisch gesprochen wurde. Erhöhte Abgaben nach den Napoleonischen Kriegen sorgten jedoch für Unmut. Ferner kamen eine national-deutsche und -dänische Bewegung auf. Die deutschen Nationalliberalen wollten Schleswig und Holstein vereinen und einem zu bildenden deutschen Nationalstaat anschließen, während die dänischen Nationalliberalen Holstein abtreten und Schleswig in einen zukünftigen dänischen Nationalstaat integrieren wollten. Beide nationalliberale Bewegungen standen im Gegensatz zur Verfasstheit des bisherigen multiethnischen dänischen Gesamtstaats.

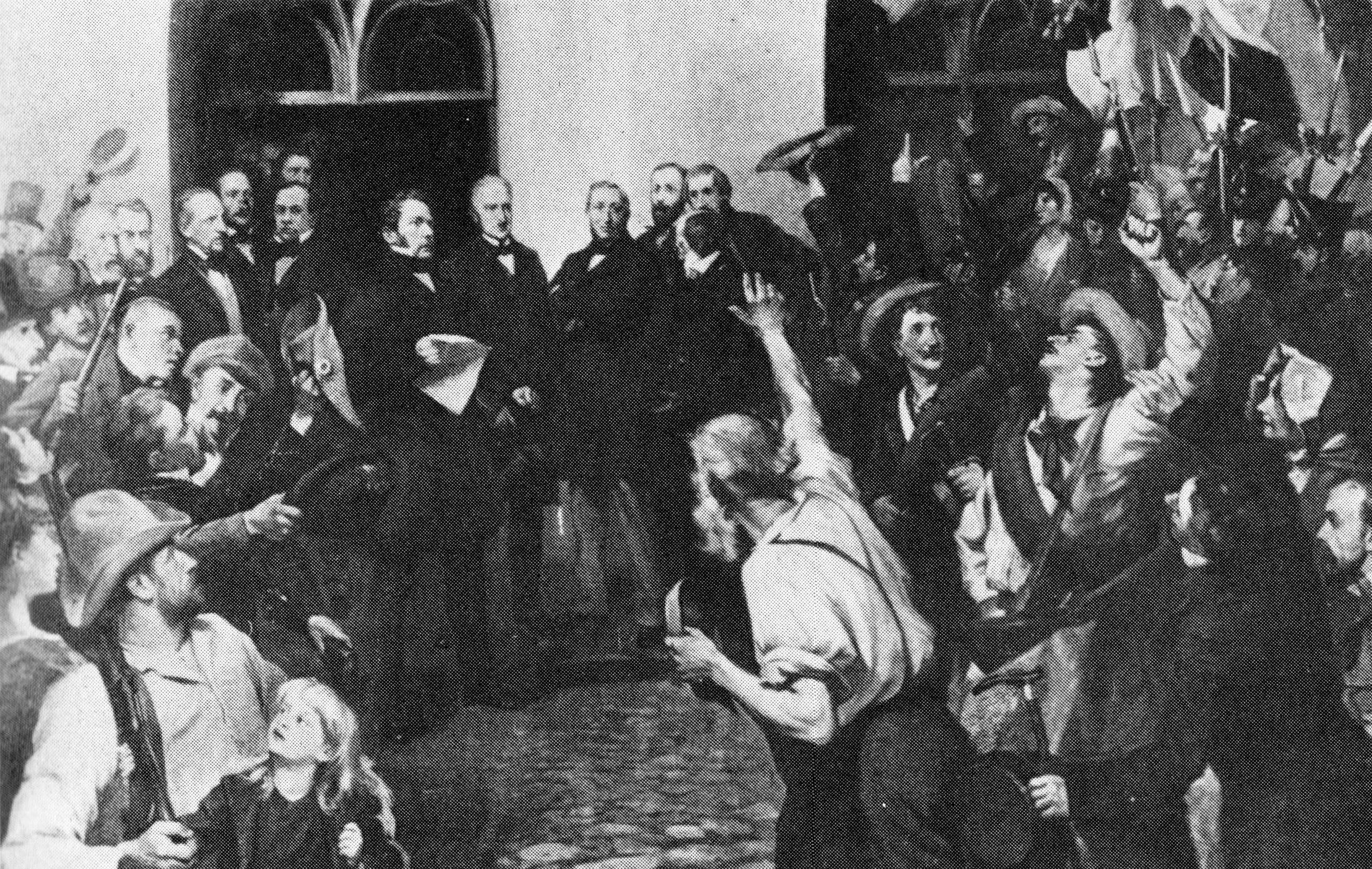
Kiel im März 1848: Die prodeutsche Provisorische Regierung von Schleswig-Holstein wird ausgerufen.

Im Januar 1848 kündigte der neue dänische König an, dem dänischen Gesamtstaat eine Verfassung zu geben. Schließlich kam es am 20. März 1848 zur Märzrevolution in Kopenhagen, die den dänischen Nationalliberalen erstmals einen entscheidenden Einfluss auf die Regierungsarbeit gab. Dies führte in Kiel zu dem Gerücht, der König sei vom Pöbel gefangen genommen, woraufhin deutschsprachige Bürger rebellierten und in Kiel eine nationaldeutsche Provisorische Regierung errichteten. Diese bat am 26. und 28. März den deutschen Bundestag um Anerkennung, und Schleswig solle in den Bund aufgenommen werden.
Deutsch-orientierte Schleswig-Holsteiner gehörten schließlich dem Vorparlament und dem Fünfzigerausschuss an, die die Wahl zur künftigen Nationalversammlung vorbereiteten. Es wurde fast einstimmig beschlossen, dass Schleswig-Holsteiner auch in die künftige Nationalversammlung gewählt werden sollten. Das kam einer Aufnahme Schleswigs in den Bund bzw. das neue Reich gleich.
Die Nationalversammlung, in der auch Abgeordnete aus Schleswig-Holstein vertreten waren, beanspruchte dann nach einer Abstimmung vom 9. Juni Schleswig-Holstein als Gebiet des Deutschen Reiches. Die Schleswig-Holstein-Frage war damit zum Symbol der Einheitsbestrebungen geworden. Es wurde allerdings ein Anspruch gestellt, der damals kaum eingelöst werden konnte. Schließlich war Schleswig nicht rein deutschsprachig und der dänische König nach altem Recht Herzog der Elbherzogtümer.

#### Krieg und internationale Dimension
Die Kieler Provisorische Regierung hatte eine dänische Festung eingenommen, während der dänische König Truppen entsandte, um den Aufstand niederzuschlagen. Der bedrohten Provisorischen Regierung kamen preußische Truppen zu Hilfe. Es gelang den Preußen aber nicht, schnell eine Entscheidung herbeizuführen. Seit dem 19. April herrschte nämlich ein Seekrieg, in dem Dänemark viele deutsche Schiffe aufbrachte und die wirtschaftliche Entwicklung der Küstenländer bedrohte. Im Mai waren preußische Truppen bereits in Jütland eingetroffen, also dem eigentlichen Dänemark nördlich von Schleswig. Weil aber Russland und Schweden mit militärischem Eingreifen drohten, zog Preußen seine Truppen an die deutsch-dänische Sprachgrenze bei der Stadt Schleswig zurück.

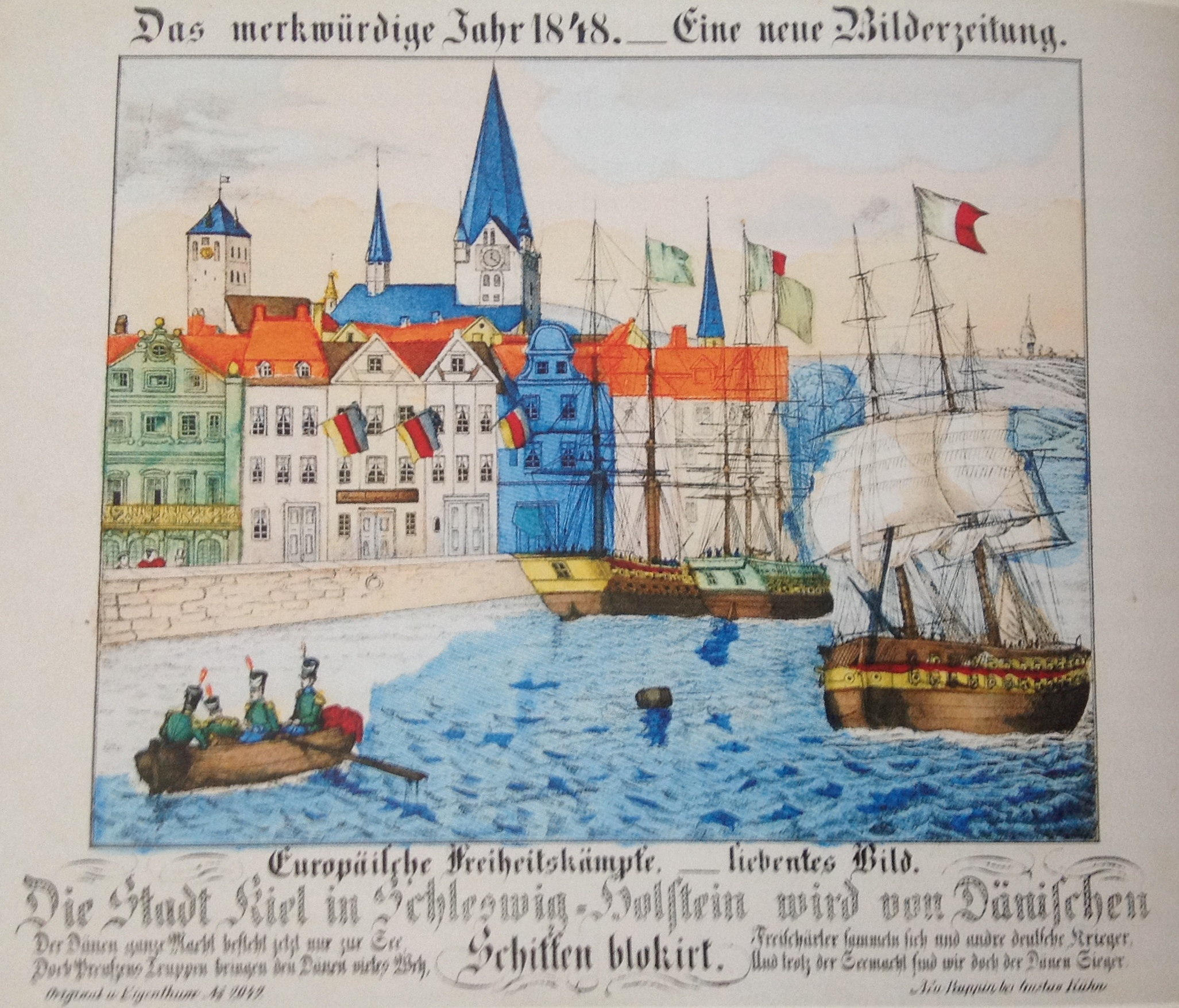
Dänische Schiffe blockieren den Hafen von Kiel

Für die europäischen Staatsmänner des 19. Jahrhunderts war Schleswig-Holstein von größter Bedeutung. Einerseits fürchteten sie, dass das Aufbrechen der nationalen Frage dort indirekt zu Konflikten anderswo führen könnte. Andererseits konnte leicht ein offener Krieg in jener Region entstehen, weil die Großmächte dort wichtige Interessen verteidigten. Schließlich ging es um den Seeweg zur Ostsee, mit allen strategischen und handelspolitischen Konsequenzen. Beispielsweise passierte zwischen 1860 und 1862 ein Viertel der britischen Ein- und Ausfuhr den Sund bei Dänemark.
Der russische Zar Nikolaus I. lehnte 1848 nicht nur die Schleswig-Holsteinische Regierung als revolutionär ab, er befürchtete auch, dass Deutschland im Ostseeraum stärker werden könnte. Außerdem könnte Dänemark in die Arme Schwedens getrieben werden. Russland wünschte aber keine Skandinavische Union, denn sie hätte eine russische Expansion in der Ostsee erschwert. Schweden hatte bereits seine Truppen mobilisiert und drohte: Sollten deutsche Truppen in Nordjütland einmarschieren, würde Schweden Dänemark aktiv unterstützen. Folglich drohte Russland Preußen mit Krieg, wenn es nicht die preußischen Truppen zurückzog.
Frankreich befürchtete eine russische Expansion und ein geeinigtes Deutschland, denn letzteres hätte eine französische Expansion am Rhein erschwert. Das revolutionäre Frankreich unterstützte die aufständischen Nationalliberalen in Schleswig-Holstein auch deshalb nicht, weil es das Wohlwollen der anderen Großmächte nicht riskieren wollte. Es war daher ebenfalls darauf aus, dass der alte Zustand wiederhergestellt wurde.
Der britische Außenminister Palmerston musste zugeben, dass einige Klagen der deutsch-orientierten Schleswig-Holsteiner berechtigt waren. Er konnte aber unter den gegebenen Umständen, und wegen der Unruhe der Chartisten im eigenen Lande, sowieso nicht mehr als diplomatisch eingreifen. Das Nationalitätenprinzip, das die Vereinigung aller Deutschsprachigen in einer politischen Einheit vorsah, wurde von keiner Regierung in Europa akzeptiert. Die Haltung in Berlin und Frankfurt bezüglich der Elbherzogtümer sorgte dafür, dass die nichtdeutschen Großmächte misstrauischer gegenüber jeden Versuch wurden, etwas an der politischen Organisation Deutschlands zu ändern. Schließlich war es für den Deutschen Bund kein Problem gewesen, dass er nicht alle Deutschsprachigen umfasste.

#### Waffenstillstand von Malmö, September 1848

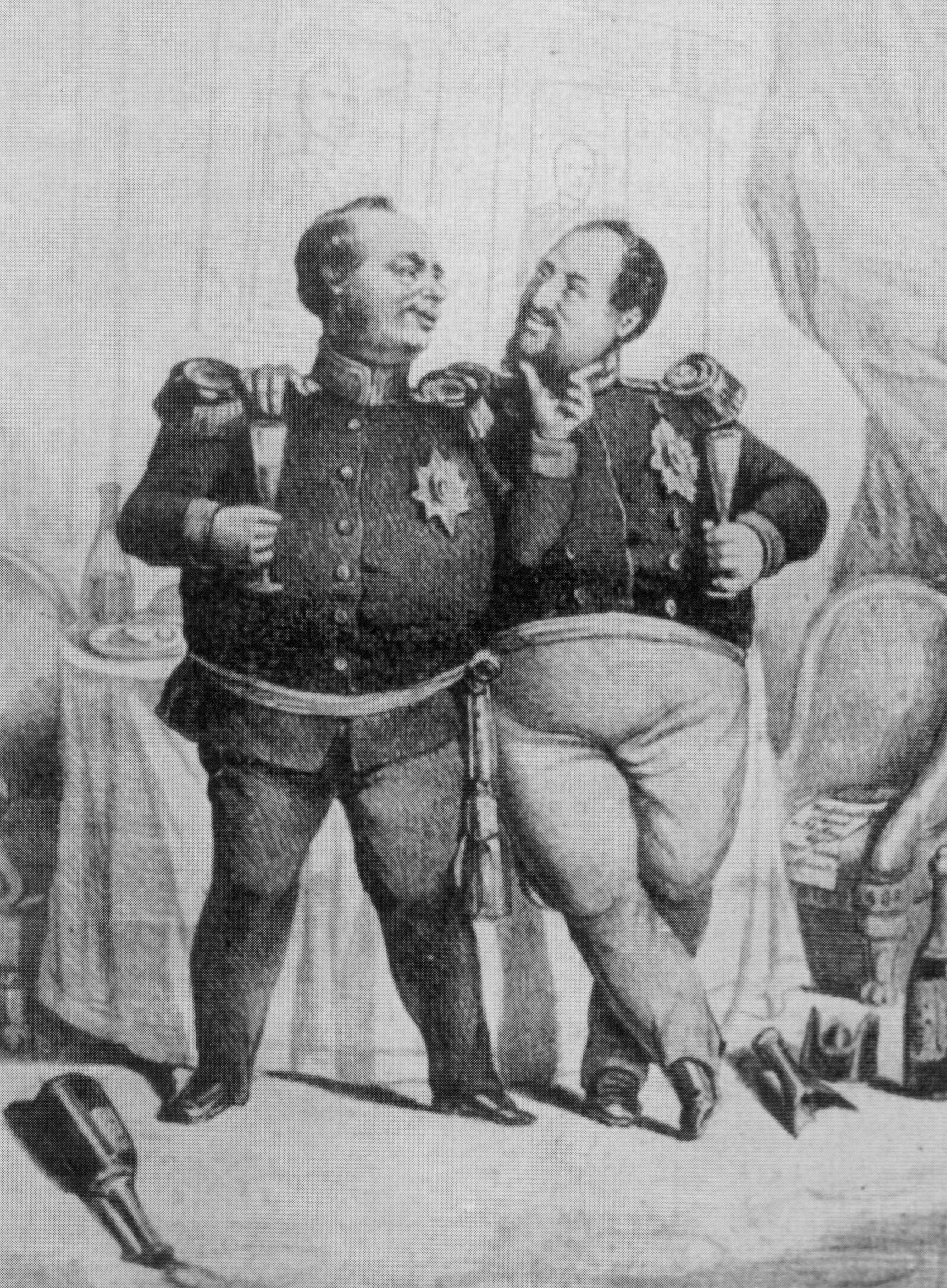
Karikatur auf den Waffenstillstand von Malmö, mit dem preußischen (links) und dem dänischen König in herzlicher Verbrüderung

Kurz nach der Abstimmung vom 9. Juni 1848 erhielt Preußen eine neue Regierung, die in der Schleswig-Holstein-Frage vorsichtiger auftrat. Schweden hatte bereits Soldaten auf die dänische Insel Fünen gesandt, um Dänemark zu unterstützen. Jetzt vermittelte Schweden das Waffenstillstandsabkommen von Malmö, vom 2. Juli. Das Abkommen wurde aber nicht umgesetzt, unter anderem, weil die preußische Regierung Bedenken bekam, ob sie nicht erst Kontakt mit der neuen deutschen Reichsregierung aufnehmen solle.
Nach weiteren Verhandlungsrunden kam es am 26. August 1848 zu einer erneuten Waffenstillstandsvereinbarung, die nun Vertrag von Malmö genannt wurde. Erst später erfuhr die empörte Nationalversammlung, dass der Inhalt stark von den Vorgaben abwich, die die Reichsregierung Preußen mitgegeben hatte. Unter anderem wurde die Armee Schleswig-Holsteins in einen schleswigschen und einen holsteinischen Teil geteilt. Eine neu zu bildende Zentralbehörde für beide Herzogtümer sollte einen dänisch-orientierten Chef erhalten. Das Gesetzeswerk der aufständischen Provisorischen Regierung wurde annulliert. Dänemark sollte die Blockade aufheben und die erbeuteten preußischen Schiffe freigeben.
In Frankfurt debattierten die Abgeordneten emotional über die Verhandlungsergebnisse. Die Reichsregierung beschwerte sich über die Art, wie Preußen sie ignoriert hatte. Dennoch warb sie für eine Annahme des Vertrags, der in Anbetracht der Situation akzeptabel sei. Im Falle einer Ablehnung werde die Reichsregierung zurücktreten.

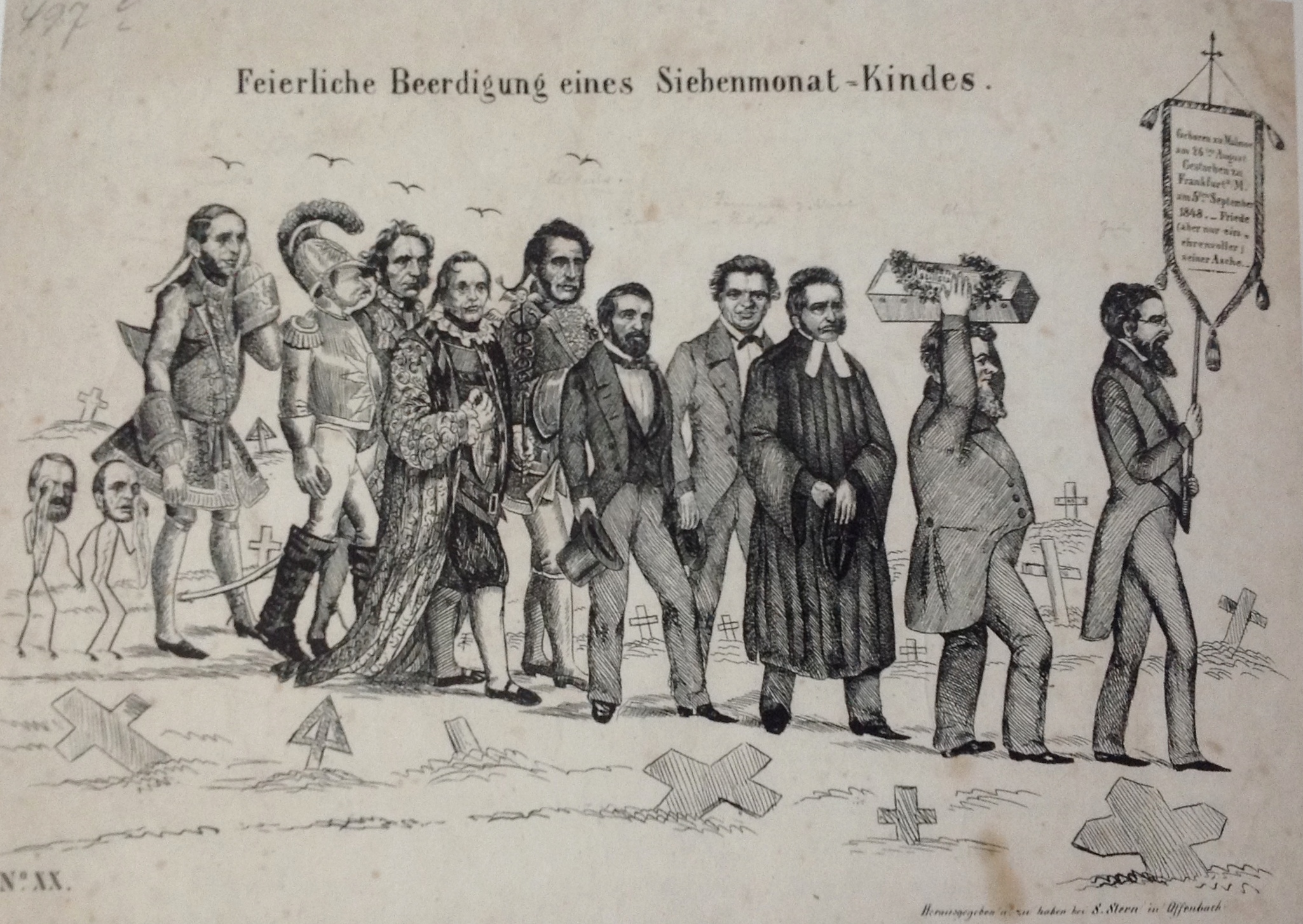
Karikatur zur Feierlichen Beerdigung eines Siebenmonat-Kindes, womit der auf sieben Monate ausgelegte Waffenstillstand gemeint ist. Als Beerdigung sah man die Debatte bzw. Abstimmung vom 5./6. September an. Dem Sarg folgen unter anderem Heinrich von Gagern und die Mitglieder der Reichsregierung.

Schließlich stimmte die Nationalversammlung am 6. September 1848 mit 238 gegen 221 Stimmen dafür, die Annahme zu verschieben (und damit vorerst abzulehnen). Entscheidend dafür war geworden, dass das linke Zentrum und die Fraktionslosen, die die Reichsregierung bislang meist unterstützt hatten, sich in dieser Frage mehrheitlich der Linken angeschlossen hatten. Die Reichsregierung Leiningen trat folglich zurück.
Am 16. September korrigierte die Nationalversammlung sich: Die Ablehnung des Waffenstillstandes wurde mit 258 gegen 237 Stimmen verworfen. Stattdessen stimmten 257 Abgeordnete gegenüber 236 einem Antrag von vier Schleswig-Holsteinern zu: Der Waffenstillstand sei zu akzeptieren, aber man solle nachverhandeln. Radikale Kräfte und politisch Unzufriedene nutzten die Annahme des Waffenstillstandes zum Anlass, die entsprechenden Abgeordneten als Volksverräter zu beschimpfen. In den anschließenden Septemberunruhen kam es zum Aufstand und zur Ermordung zweier konservativer Abgeordneter. Dies beschädigte das Ansehen der Revolution erheblich.

#### Erneuter Krieg und preußischer Friedensschluss 1849/1850

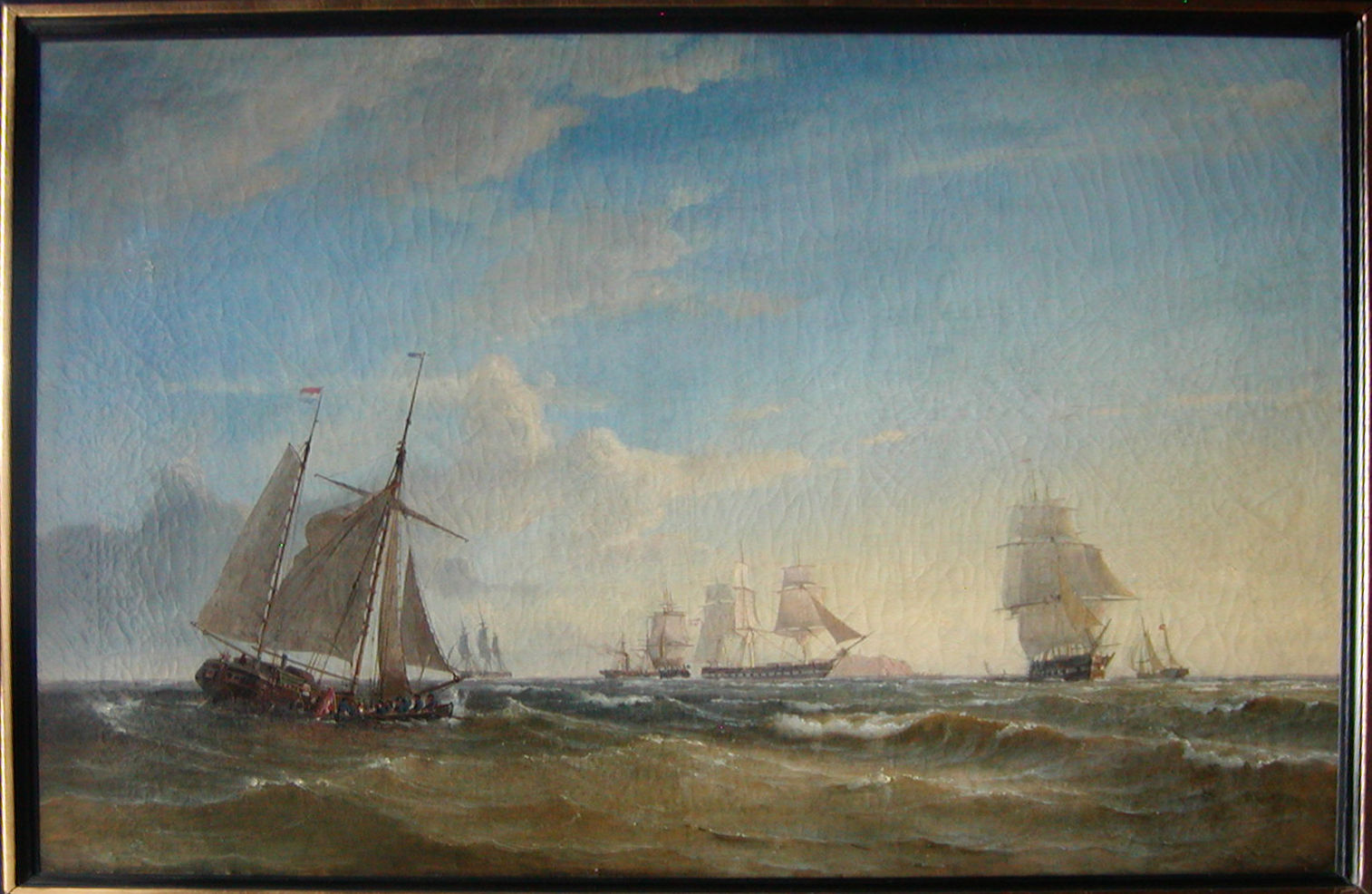
Dänische Seeblockade vor der Mündung der Elbe, Sommer 1849

Nach dem September 1848 konzentrierte die Nationalversammlung sich darauf, die Reichsverfassung auszuarbeiten. Damit ging sie der Frage aus dem Weg, wie man die Einzelstaaten der Zentralgewalt unterordnen könne. Doch schon beim ersten Paragraphen ging es wieder um die Elbherzogtümer. Der Vorschlag „Das Gebiet des bisherigen Deutschen Bundes bildet fortan das Deutsche Reich“ ließ Schleswig außen vor. Man einigte sich dann auf den Zusatz, dass die Verhältnisse Schleswigs und die Grenzen Posens später zu regeln seien.
Der Waffenstillstand war auf sieben Monate geschlossen worden. Vergeblich hatte Dänemark versucht, von Russland, Großbritannien, Frankreich und Schweden den neuen Zustand garantiert zu bekommen. Daher versuchte es, die Nationalversammlung (und indirekt auch die deutsche Bewegung in den Herzogtümern Schleswig, Holstein und Lauenburg) in eine Krise zu stürzen. Am 22. Februar 1849, einen Monat vor Auslaufen der sieben Monate, kündigte Dänemark den Waffenstillstand. Wie von ihm erhofft brach am 3. April der Krieg wieder aus.
Preußen ließ sich am 1. Mai wieder zur Unterstützung der schleswig-holsteinischen Aufständischen verleiten. Daraufhin drohte der russische Zar dem König von Preußen, eine Verständigung mit Frankreich zu suchen. Der russische Regierungschef Nesselrode ergänzte, dass eine russische Flotte vorbereitet werde, um Dänemark zu unterstützen. Als der König immer noch nicht zurückwich, stellte Russland die Verhandlungen mit Preußen vorerst ein. Schließlich kam britischer Druck hinzu. So schloss Preußen am 10. Juli 1849 einen Waffenstillstand. Die Schleswig-Holsteiner wurden jetzt nur noch von der Frankfurter Reichsregierung und Truppen kleinerer Einzelstaaten unterstützt.

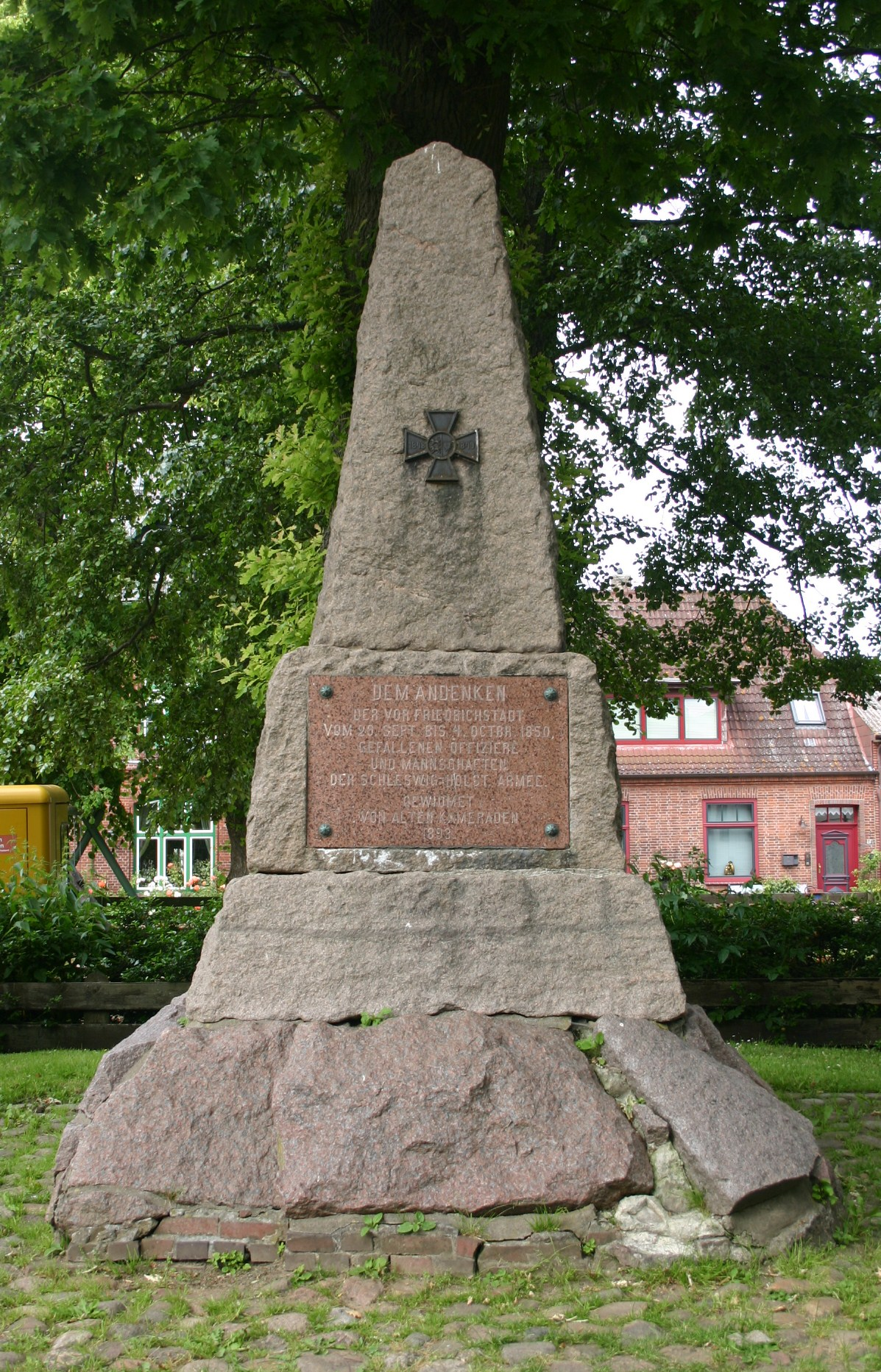
Friedrichstadt: Gedenkstein für die im September und Oktober 1850 Gefallenen der Schleswig-Holsteinischen Armee

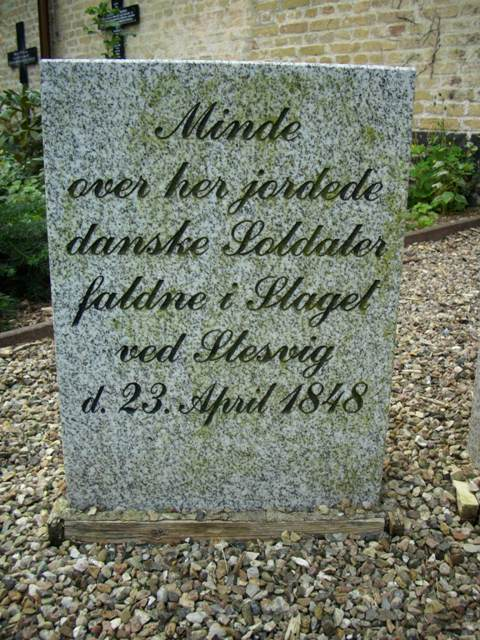
Schleswig-Friedrichsberg: Gedenkstein für die in der Schlacht bei Schleswig 1848 gefallenen Soldaten der dänischen Armee

Anfang 1850 verlangte der russische Zar vom preußischen König, die Revolutionäre in Schleswig-Holstein endgültig preiszugeben. Der König und sein Kabinett gaben nach, weil sie befürchteten, dass Russland ansonsten Österreich in der deutschen Frage unterstützen werde. Am 2. Juli 1850 unterzeichnete Preußen den Berliner Frieden mit Dänemark. Dieser Vertrag sprach davon, dass Dänemark die Hilfe des Deutschen Bundes anrufen könne. Eine Bundesintervention würde Dänemark eventuell helfen, wieder seine rechtmäßige Herrschaft in Holstein auszuüben. Sollte der Bund dazu nicht bereit sein, dürfe Dänemark selbst militärisch eingreifen. Hiermit erkannte Preußen also den Deutschen Bund und das alte Bundesrecht an, im Gegensatz zu seiner übrigen Deutschlandpolitik.
Die Lage der deutsch-orientierten Schleswig-Holsteiner wurde hoffnungslos, denn am 4. Juli 1850 unterzeichneten Russland, Großbritannien und Frankreich (sowie später Österreich) das Erste Londoner Protokoll. Spätestens damit hatten alle fünf Großmächte sich auf die Wiederherstellung der dänischen Herrschaft festgelegt. Im Januar 1851 kamen Kommissare der Bundesintervention nach Schleswig-Holstein. Sie sorgten dafür, dass die noch von der Frankfurter Zentralgewalt eingesetzte Statthalterschaft ihre Arbeit in Holstein beendete. Die Kommissare übergaben später Holstein wieder an Dänemark. Mit dem Londoner Protokoll von 1852 wurde der bisherige Dänische Gesamtstaat als „europäische Notwendigkeit und ständiges Prinzip“ festgeschrieben. Zugleich sollte das Herzogtum Schleswig im Vergleich zu Holstein verfassungsrechtlich nicht enger an das eigentliche Königreich Dänemark gebunden werden.

### Posen-Frage

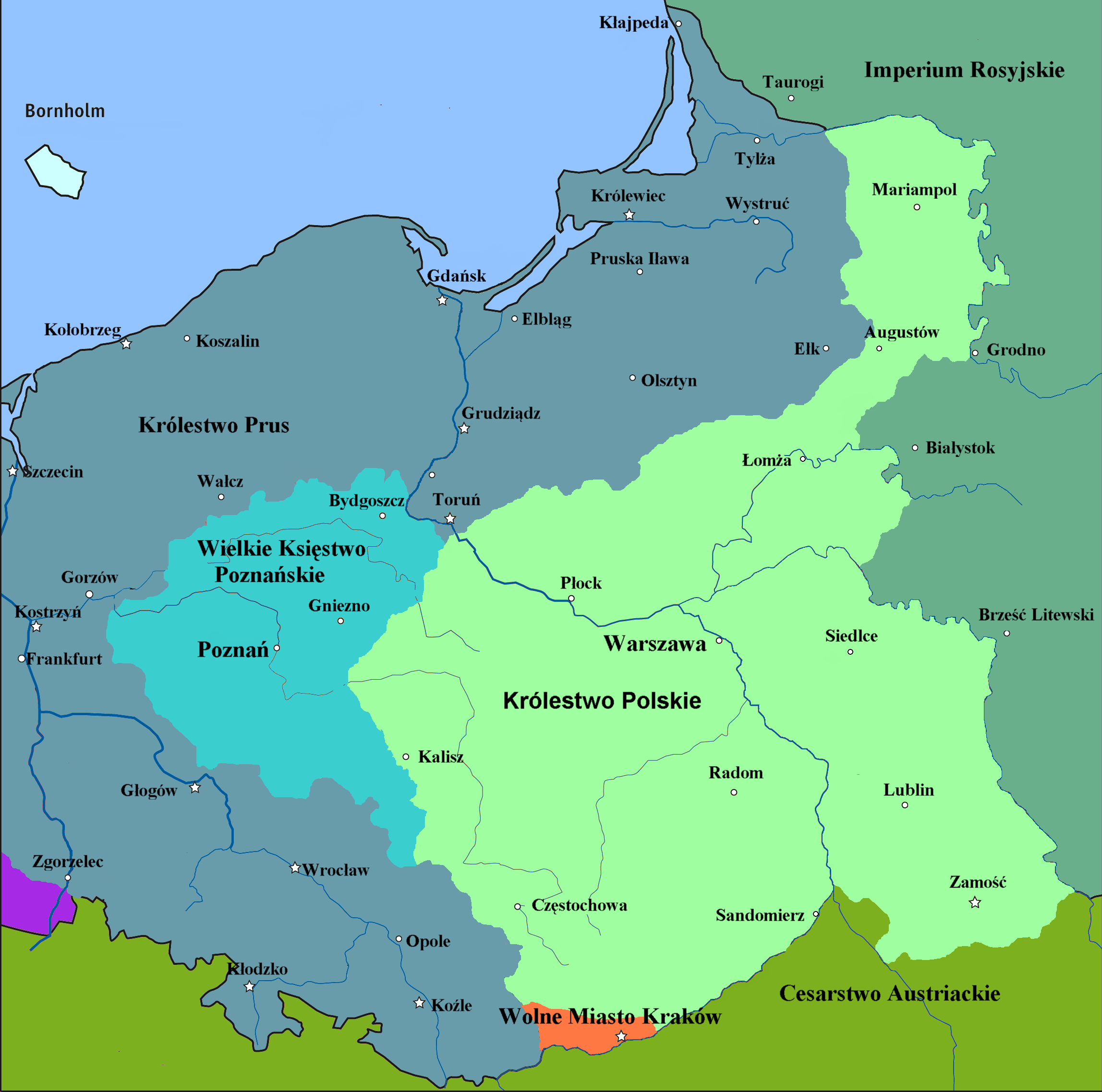
In Türkis Posen als Teil Preußens, in Grün Russisch-Polen

Die preußische Provinz Posen (gleichzeitig das Großherzogtum Posen) hatte um 1848 etwa 800.000 polnischsprachige, 400.000 deutschsprachige und 80.000 jüdische Einwohner. Die Deutschen lebten vor allem im Westen der Provinz und in den Städten. Bei den häufig gemischten Siedlungsräumen war eine für beide Seiten gerechte Teilung unmöglich.
Zu Beginn der Märzrevolution 1848 bildeten sich ein polnisches und auch ein deutsches Komitee. Während die polnische Seite die ungeteilte Provinz zur Keimzelle eines großen polnischen Staates machen wollte, sahen die Deutschen ihre Zukunft im Deutschen Reich und wollten die Provinz geteilt sehen. Ihnen fehlten aber genaue Vorstellungen, was aus dem Teil werden sollte, in dem die Mehrheit polnisch war.
In Großbritannien und Frankreich gab es große Sympathien für die Wiederherstellung eines polnischen Staates; Österreich und vor allem Russland lehnten sie vehement ab. Die deutschen Revolutionäre sahen traditionell in den Polen einen Bundesgenossen gegen die alten konservativen Mächte, doch während der Revolution traten die gegensätzlichen Ziele der deutschen und der polnischen Revolutionäre deutlicher zu Tage.
Im April eroberten die polnischen Revolutionäre große Teile Posens und verübten auch Gewalttaten an Deutschen. Das führte zu Gegengewalt sowie zum Einmarsch preußischer Truppen. Bereits im Mai war der Großpolnische Aufstand niedergeschlagen. In Russisch-Polen hingegen blieb die Lage dauerhaft stabil.
Der Bundestag nahm den Teil Posens mit den meisten deutschsprachigen Gebieten am 22. April 1848 auf. Später sollten weitere Gebiete folgen. Auf diese Weise wurde derjenige Teil stets kleiner, der für die Polen vorgesehen war („Herzogtum Gnesen“, mit eigener Verwaltung).
Die Nationalversammlung bestand auch aus deutsch-posener Abgeordneten und debattierte unter anderem im Juli 1848 über Posen. Nach einigen teils sehr antipolnischen Diskussionsbeiträgen bestätigte die Nationalversammlung letztlich die Teilung, wie sie schon der Bundestag eingeleitet hatte. Im Februar 1849 stimmte sie einem Teilungsplan zu, der den Polen nur noch ein recht kleines Gebiet übrig ließ. Am 3. Oktober 1851 allerdings gliederte der Deutsche Bund die preußische Provinz Posen wieder aus, so dass auch in dieser Hinsicht der frühere Zustand wiederhergestellt wurde.

### Limburger Frage

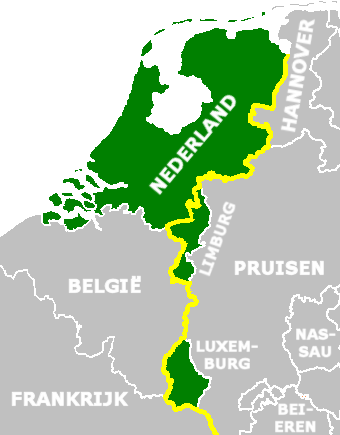
Die Niederlande und das Großherzogtum Luxemburg (grün), mit der Grenze des Deutschen Bundes ab 1839

Limburg war ursprünglich eine normale niederländische Provinz wie andere Provinzen auch. Nach der Belgischen Revolution von 1830 war die Provinz jedoch jahrelang umstritten zwischen dem Königreich der Niederlande und dem neuen Königreich Belgien. 1839 sah die endgültige Lösung dann so aus, dass die Provinz geteilt wurde.
Der niederländische Teil war von da ab sowohl eine niederländische Provinz als auch, als Herzogtum Limburg, ein Bundesglied des Deutschen Bundes. Letzteres war ein Ausgleich dafür, dass seinerzeit auch Luxemburg geteilt wurde und der Deutsche Bund somit Einwohner verlor. Der niederländische König war Großherzog von Luxemburg und Herzog von Limburg. Sein Gesandter in Frankfurt beim Bundestag verfügte über die entsprechenden Stimmen für beide Gebiete.
In der Revolution von 1848 stellte sich die Frage, ob das Herzogtum Limburg Teil des neuen Deutschlands werden sollte. Weil die niederländische Regierung unter anderem wegen der hohen Steuern unbeliebt war, wehten auch im Herzogtum viele schwarz-rot-goldene Flaggen. Die Frankfurter Nationalversammlung begrüßte eine Aufnahme Limburgs, gab ihr aber keinen hohen Stellenwert. Im Laufe des Jahres kühlte die Begeisterung in Limburg für Deutschland ab, nachdem es in den Niederlanden liberale Reformen gegeben hatte.
Außenpolitisch barg die Limburger Frage hohes Konfliktpotenzial in sich. Das Gebiet galt als ein Eckstein des Systems, das Frankreich im Zaume halten sollte. Das lag an Limburgs Lage und vor allem an seinen Festungen bei Maastricht und Venlo. Belgien und Russland unterstützten die Niederlande moralisch. Auch Großbritannien neigte den Niederlanden zu, sah in Limburg aber mehr ein innerdeutsches Problem. Klugerweise verlangte die deutsche Reichsregierung nicht die beiden Festungen, sonst hätte die Reaktion anders ausgesehen.

### Österreichische Gebiete

#### Großdeutsch oder kleindeutsch

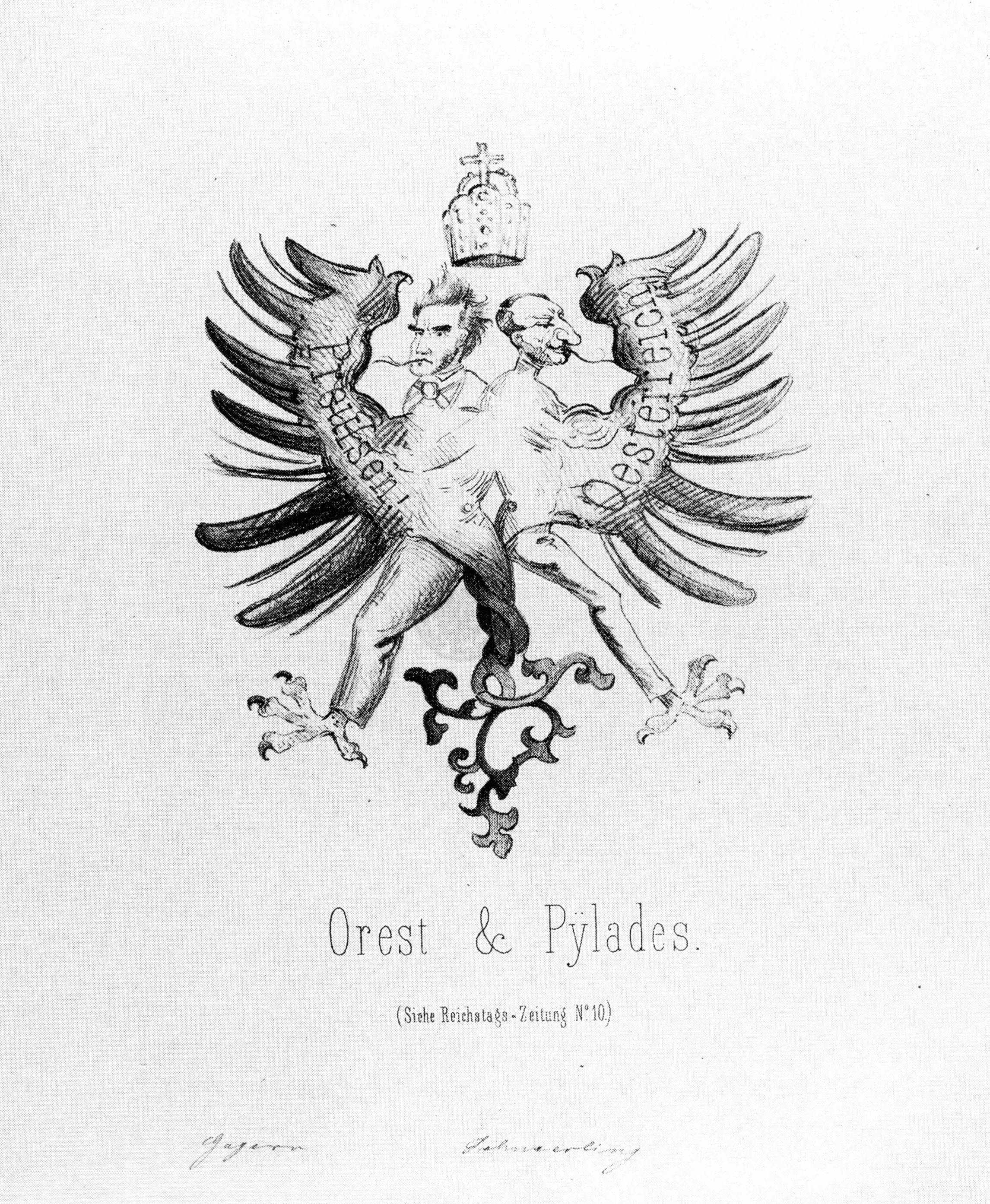
Karikatur von 1848 mit deutschem Doppeladler. Links der Kopf des Hessen Heinrich von Gagern, Reichsministerpräsident ab Dezember 1848. Rechts sein Vorgänger Anton von Schmerling aus Österreich.

Bereits 1846 erdachte Heinrich von Gagern einen Plan für einen deutschen Doppelbund. Damit sollte die komplizierte Beziehung Österreichs zu Deutschland geregelt werden. Ein engerer Bund, auch Westreich genannt, bildete darin einen bundesstaatlichen deutschen Nationalstaat. Berücksichtigt war, dass Preußen die Vormacht im engeren Bund sein würde. Dieser engere Bund wäre dann über einen weiteren Bund mit Österreich verbunden. Der weitere Bund würde Österreich mit einschließen und sich auf die Außen- und Verteidigungspolitik beschränken. Dadurch müsste Österreich zwar auf Einfluss im engeren Bund verzichten, hätte aber die Hand frei für seine imperialen Ziele beispielsweise im Donauraum.
Diesen Plan legte Gagern im Oktober 1848 der Nationalversammlung vor. Später sollte der Plan auch Preußen dazu dienen, seine Erfurter Union annehmbar zu machen.
Österreich machte Ende 1848 deutlich, dass es seine deutschsprachigen Teile nicht von den übrigen trennen wollte. Die meisten Frankfurter Abgeordneten lehnten aber eine Aufnahme ganz Österreichs ab, da sich mit den vielen fremden Nationen Österreichs kein deutscher Nationalstaat bilden ließ. Der Plan des Reichsministerpräsidenten Gagern gab den Abgeordneten die Hoffnung, dass die Bindung an Österreich erhalten bleiben könnte. Daher ermächtigten sie Gagern zu entsprechenden Verhandlungen mit Österreich.
Schließlich hieß es in der Reichsverfassung vom 28. März 1849, dass die bisherigen Gebiete des Bundes zum Deutschen Reich gehörten, und es wurden Vorkehrungen für den Fall getroffen, dass „die deutsch-österreichischen Lande an dem Bundesstaate nicht Theil nehmen“ (§ 87). Die Abgeordneten wählten den preußischen König zum deutschen Kaiser, nachdem es Andeutungen gegeben hatte, dass er diese Funktion in einem kleindeutschen Reich annehmen würde. Der wankelmütige König Friedrich Wilhelm IV. lehnte die Krone allerdings im April 1849 ab.

#### Böhmen und Italien

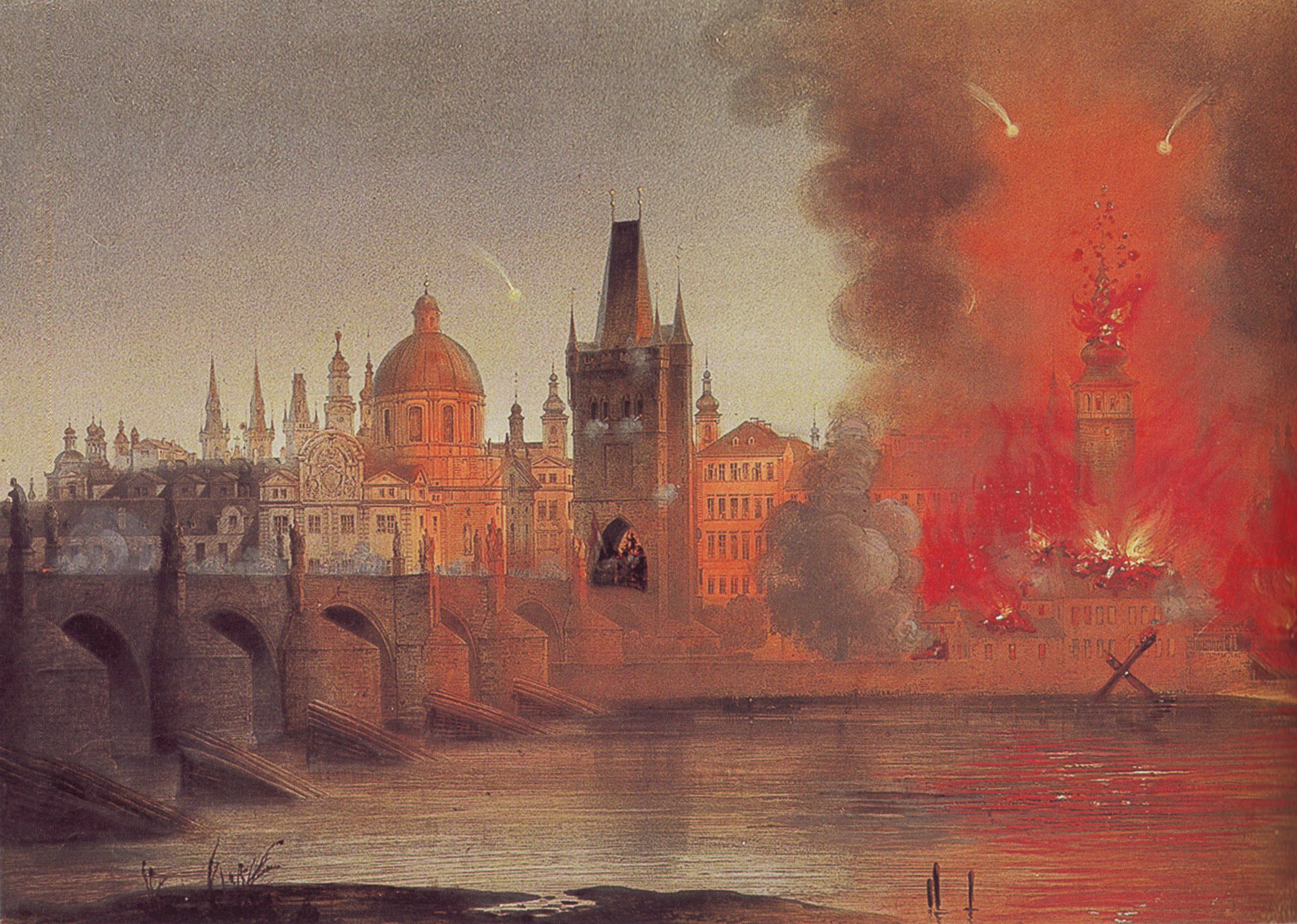
Angriff österreichischer Truppen auf Prag im Juni 1848, der Stadt des Slawenkongresses

Im österreichischen Böhmen lebten sowohl Deutschsprachige als auch Tschechischsprachige. Anders als im Fall von Posen dachte hier aber kaum jemand an eine Teilung, denn es gab ein gesamtböhmisches Bewusstsein. Die Vertreter der Tschechen und ein Slawenkongress in Prag verkündeten jedoch, dass sie keineswegs einem deutschen Reich angehören wollten. Auf der anderen Seite vermuteten manche Frankfurter Abgeordnete, die Slawen in Österreich könnten von Russland unterstützt werden. Radikale Nationalisten wie Wilhelm Jordan sprachen offen von der Absicht, Böhmen zu germanisieren. Deutsch-böhmische Abgeordnete in Frankfurt traten allerdings eher gemäßigt auf. Ihrer Ansicht nach würde Böhmen eventuell Deutschland angehören wollen, wenn das neue Reich attraktiv genug sei.
Wenn im Vormärz über den Kampf gegen das System des Wiener Kongresses gesprochen wurde, dann dachte man an Polen, aber weniger an einen italienischen Nationalstaat. Für die Frankfurter Nationalversammlung war die nationale Frage in Tirol von Bedeutung, wo es eine Mischung von Deutschsprachigen und Italienischsprachigen gab. Außerdem interessierte sie der Krieg Österreichs gegen die Erhebungen in Norditalien. Der konservative Abgeordnete Joseph von Radowitz sah in der österreichischen Herrschaft dort ein Bollwerk gegen den Westen, sprich Frankreich, und in Triest vor allem den Zugang zur Adria.

## Erfurter Union und Großösterreich-Plan 1849–1851

### Wende im März/April 1849

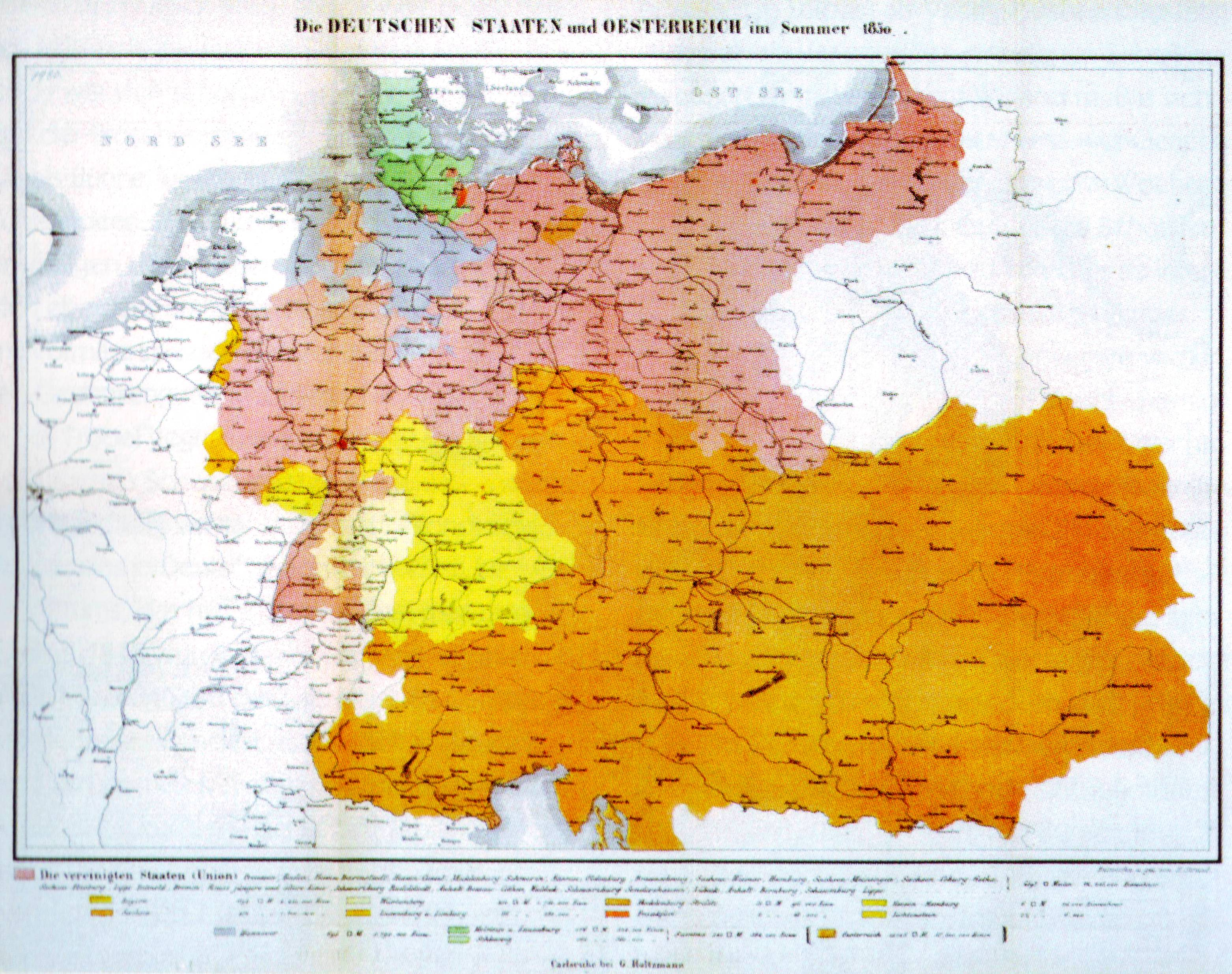
Zeitgenössische Karte, etwa Anfang 1850: die Staaten der Erfurter Union in hellrosa

Schon als der preußische König die Frankfurter Kaiserkrone endgültig ablehnte, ließ er einen neuen Einigungsversuch ankündigen. Die deutschen Staaten sollten sofort Bevollmächtigte in Frankfurt bestellen. Der neue Bundesstaat unter preußischer Führung solle föderativer sein und der Reichstag weniger Macht haben als laut Frankfurter Reichsverfassung. Der Bundesstaat sollte dann ein Bündnis mit Österreich eingehen. Während Österreich die Verhandlungen erfolglos am 25. Mai 1849 abbrach, fand der Plan einer Erfurter Union im übrigen Deutschland, auch bei den Regierungen, ein positives Echo.
Österreich hatte ebenfalls eine Vision für das künftige Deutschland. Bereits am 9. März 1849 präsentierte sein Regierungschef Felix zu Schwarzenberg einen Plan, der als „Großösterreich“ oder als Schwarzenberg-Plan bekannt wurde. Demnach sollten die Gebiete Österreichs und Preußens, die noch nicht dem Deutschen Bund angehörten, diesem beitreten. Somit hätte das gesamte Österreich unter dem Schutz des Bundes gestanden und einen riesigen mitteleuropäischen Staatenblock angeführt, der Österreichs Rolle als Großmacht stärken sollte.
Während im Frühjahr 1849 die Nationalversammlung und die Revolution zum Teil gewaltsam bekämpft wurden, lagen also zwei gegensätzliche Pläne für die Zukunft Deutschlands vor. Österreich und Preußen versuchten dabei in erster Linie, ihre eigene Macht zu erweitern. Der preußische Plan konnte bedingt auf das Interesse der Nationalbewegung hoffen, da er ein gemeinsames Parlament versprach. Österreich hingegen orientierte sich am alten Staatenbund. Das war für die eher konservativen Mittelstaaten wie Bayern und Hannover verlockender. Dennoch blieben auch sie skeptisch gegenüber dem Großösterreich-Plan und der Gefahr, dass Österreichs Vorherrschaft immer drückender werden würde.
In dieser Zeit liquidierten Österreich und Preußen gemeinsam das Erbe des Deutschen Reiches. Reichsverweser Erzherzog Johann übertrug seine Befugnisse am 20. Dezember 1849 einer Bundeszentralkommission. Diese leitete später die Angelegenheiten des Reiches über in den erneuerten Deutschen Bund.

### Spaltung Deutschlands 1850
Im Laufe des Jahres 1850 wurde der österreichisch-preußische Gegensatz konkreter, als Preußen und weitere Staaten daran gingen, der Erfurter Union Leben einzuhauchen. Meist handelte es sich um dieselben Staaten, die auch die Frankfurter Reichsverfassung anerkannt hatten. Im Januar 1850 wurde ein Unionsparlament gewählt, das im April die vorläufige Unionsverfassung annahm. Anstatt aber sogleich eine Unionsregierung einzurichten, wartete König Friedrich Wilhelm IV. noch darauf, dass die beteiligten Einzelstaaten förmlich die Verfassung bestätigten. Dies verzögerte die Nationalstaatsgründung. Zudem verlor die Union Mitglieder, nach den wichtigen Königreichen Hannover und Sachsen schließlich auch Kurhessen. Ohne dieses Fürstentum aber fehlte die direkte Landverbindung zwischen dem Osten und dem Westen der Union.
In der Zwischenzeit machte Österreich sich daran, den Deutschen Bund zu reaktivieren. Am 27. August 1849 hatte es erklärt, dass der Deutsche Bund fortbestehe. Tatsächlich war der Bund nicht aufgehoben worden, der Bundestag hatte nur seine Tätigkeiten ausgesetzt. So lud Österreich im Mai 1850 zu einer Konferenz in Frankfurt ein. Sie vereinte nur zehn Staaten, dazu gehörten aber neben Österreich die wichtigen vier mittelgroßen Königreiche. Deutschland war gespalten. Am 2. September konstituierte sich der Bundestag neu und beanspruchte die Kompetenzen des alten.

### Reaktionen der Großmächte

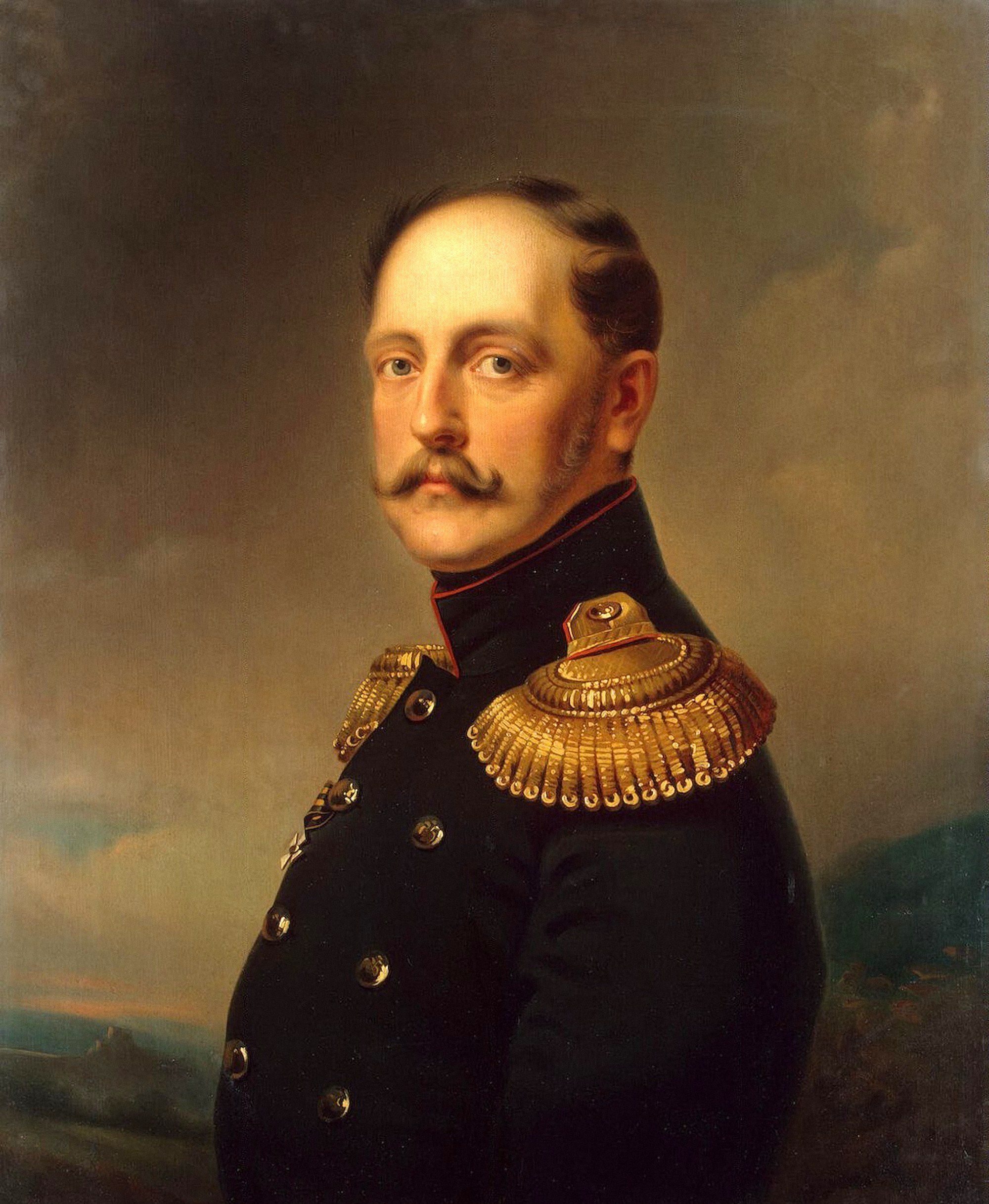
Zar Nikolaus I. von Russland, in den 1830er-Jahren

Großbritannien und Russland warnten den preußischen König vor einer Annahme der Frankfurter Kaiserkrone und hofften auf ein Eingreifen Österreichs. Der Zar drohte Berlin sogar mit Krieg. Er musste davon ausgehen, dass ein Kleindeutschland in einen Krieg gegen Österreich und vielleicht auch andere deutsche Staaten geraten wäre. Die Folge hätte ein Bürgerkrieg oder eine weitere Revolution sein können. Der russische Einmarsch in Ungarn ist in diesem Sinne zu verstehen: Der Zar stärkte damit Österreich und signalisierte, dass er zur militärischen Intervention bereit war.
Die Schleswig-Holstein-Frage war am 13. Juli 1849 beigelegt worden. Danach war Großbritannien wieder bereit, positiver über die deutsche Einheit zu denken. Es begrüßte den Plan für ein Deutschland unter preußischer Führung. Nur Preußen habe genug eigene Stärke dafür; Österreich leide zu sehr an seinen inneren Problemen. Preußen solle aber die politische Existenz der kleineren Staaten respektieren. Mit Österreich könne ein solcher deutscher Bund dann enge Verbindungen eingehen, zur gemeinsamen Verteidigungspolitik. Die britische Regierung schien damals keine Sorgen mehr wegen des Zollvereins zu haben, oder wegen einer künftigen Flottenrivalität.
Frankreich war sich in der Zeit 1849/1850 insgesamt unsicher, ob es in Preußen eine Gefahr oder einen Verbündeten sehen solle. Präsident Louis-Napoléon Bonaparte (der spätere Kaiser Napoleon III.) und seine Außenminister waren sich uneins; letztere misstrauten Preußen. Drouyn de Lhuys schien im Frühjahr 1849 eine preußische Vorherrschaft nördlich, aber nicht südlich des Mains zulassen zu wollen. Sein Nachfolger Tocqueville hingegen befürwortete, aus Furcht vor Russland, eine Wiederherstellung des Deutschen Bundes, keine Vorherrschaft Preußens.
Der französische Präsident wiederum wollte von einem Bruderkrieg zwischen Preußen und Österreich profitieren, wobei er Kompensationen verlangen würde. Er wünschte sich ein Bündnis mit Preußen, wenn Frankreich dadurch das linke Rheinufer erhielt. In diesem Sinne bot er Preußen am 15. Juni 1850 an: Sollte es zu einem preußisch-österreichischen Krieg kommen, stünde Frankreich an Preußens Seite und bekäme dafür die Pfalz (Bayern). Preußen wollte aber die deutsche Einheit nicht mit Gebietsverlusten erkaufen und lehnte den Vorschlag ab.
Im November 1850 erreichten die preußisch-österreichischen Spannungen ihren Höhepunkt. Frankreich sah sich durch eine Störung des Gleichgewichts nicht bedroht und blieb neutral. Es hätte Preußen höchstens unterstützt, wenn Russland zugunsten Österreichs eingegriffen hätte. Solche Überlegungen waren aber allgemein in Frankreich unpopulär. Nach Preußens Zurückweichen kehrte Frankreich zu seiner Politik zurück, die Eigenständigkeit der kleineren deutschen Staaten zu verteidigen.

### Herbstkrise 1850 und Wiederherstellung des Bundes 1851
Im Laufe des Oktober und November 1850 eskalierte der Konflikt zwischen Österreich und Preußen beinahe. Dazu trugen vor allem die Krisenherde Holstein und Kurhessen bei. Der dänische König hatte am 2. September den Rumpfbundestag um eine Bundesintervention gebeten, die gegen die noch bestehende Statthalterschaft in Holstein vorgehen sollte. Der preußische König aber erklärte die Beschlüsse des (nicht vollständigen) Bundestages für nichtig. Eine Intervention, wie im Oktober vorbereitet, schien von Preußen als Kriegsfall betrachtet zu werden. Nicht nur in Holstein, auch im kurhessischen Verfassungskonflikt griff der „Rumpfbundestag“ ein.
Die militärische Konfrontation wurde dann, nach russischer Drohung bzw. Vermittlung, durch preußisch-österreichische Verhandlungen verhindert (Olmützer Punktation vom 29. November). Die noch von der Frankfurter Zentralgewalt eingesetzte Statthalterschaft beendete ihre Arbeit in Holstein im Januar 1851. In den ersten Monaten 1851 tagte eine Dresdner Konferenz, um eventuell doch noch eine Einigung über eine Bundesreform zu finden. Dort standen sich die unterschiedlichen Konzepte Österreichs und Preußens immer noch gegenüber, und letzten Endes wurde der Deutsche Bund mit nur geringen Änderungen wiederhergestellt.

## Ausblick

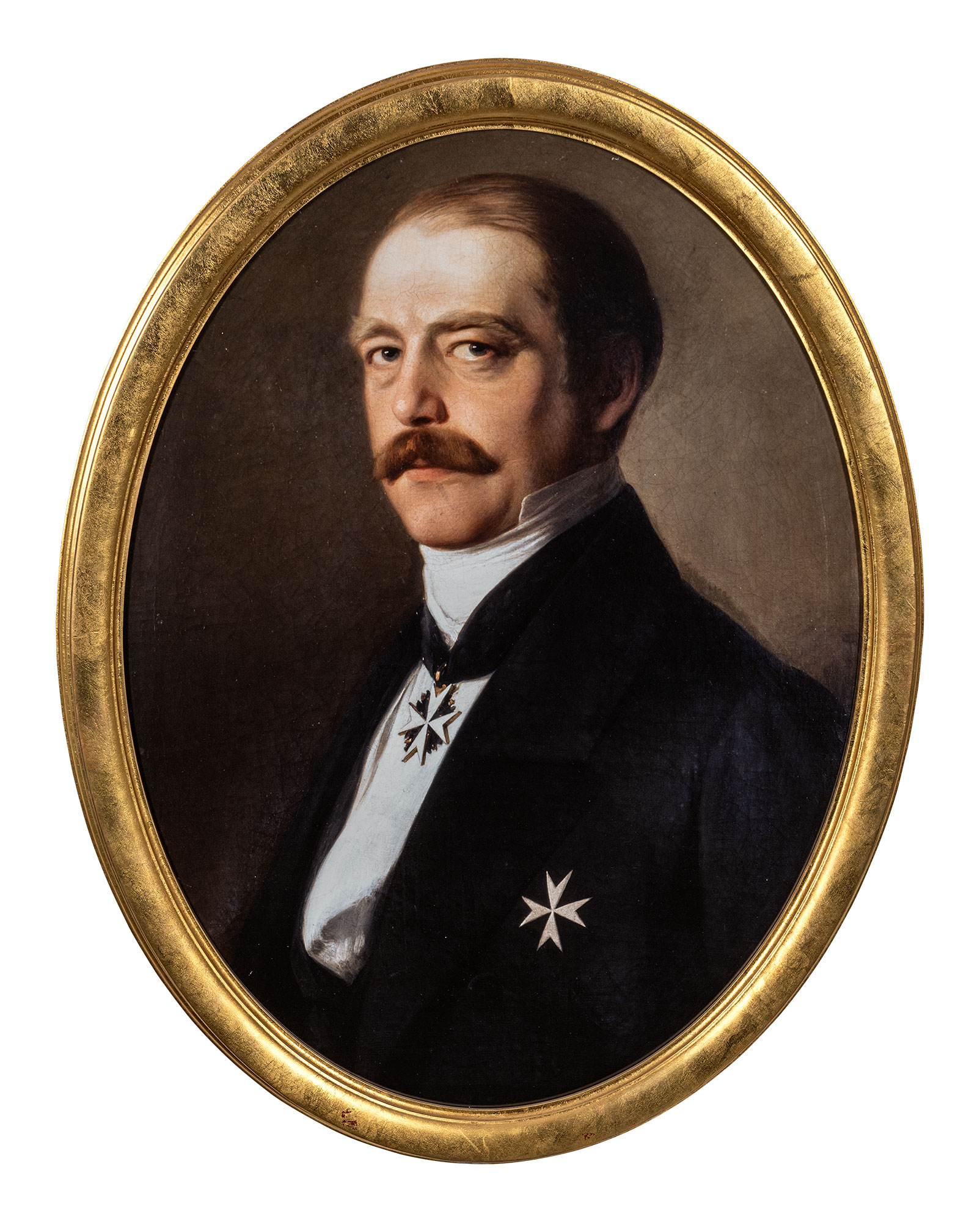
Otto von Bismarck war in der Revolution konservativer Publizist. Von 1851 bis 1858 diente er in Frankfurt als preußischer Gesandter beim Bundestag.

In den Jahren nach 1850 arbeiteten Österreich und Preußen wieder zusammen, wie bereits vor der Revolution. Um 1860 flackerte der Gegensatz jedoch wieder auf. Das lag nicht zuletzt an der starren Haltung Österreichs, das sich jeglichen Veränderungen widersetzte, die seine Vorherrschaft in Deutschland hätten gefährden können. Dadurch entfremdete es sich nicht nur Preußen, das an der Vorherrschaft beteiligt werden wollte. Auch die kleineren deutschen Staaten wünschten sich mehr wirtschaftliche und rechtliche Einigung, wie sie sie bereits durch den Zollverein erlebten.
Trotz der einsetzenden Reaktionsära blieben die Themen der Jahre 1848–1851 weitgehend auf der Tagesordnung, und spätestens gegen Ende der 1850er-Jahre kam wieder Bewegung in die deutsche Frage. Der Krimkrieg (1853–1856) und der Italienische Krieg (1859) erschütterten das Staatensystem des Wiener Kongresses, weil sie Großmächte wie Frankreich, Russland und Österreich einander zum Feind machten. Russland näherte sich Preußen statt Österreich an. Durch diese neue Konstellation wurde es möglich, Konflikte militärisch zu lösen, ohne dass es zum allgemeinen europäischen Krieg kam. Obendrein entstand mit dem italienischen Nationalstaat ein potentieller Verbündeter Preußens gegen Österreich.
Zwölf Jahre nach dem vorläufig letzten Friedensschluss von 1852 wurde um Schleswig und Holstein wieder Krieg geführt. Dieser Deutsch-Dänische Krieg von 1864 versprach anfangs noch eine österreichisch-preußische Zusammenarbeit unter dem Dach des Deutschen Bundes. Preußens Ministerpräsident Otto von Bismarck nahm den Streit über die gemeinsame Herrschaft in Schleswig und Holstein 1866 zum Anlass, aus dem Bund auszutreten. Der folgende Deutsche Krieg beendete Österreichs Vorherrschaft in Deutschland und führte zur Auflösung des Deutschen Bundes.
Preußen annektierte Hannover und weitere Staaten Norddeutschlands. Die übrigen und Sachsen vereinte es im Norddeutschen Bund von 1867: Die verbündeten Staaten ließen einen konstituierenden Reichstag wählen. Dieser vereinbarte dann mit den Regierungen eine nationalstaatliche Verfassung. 1870/1871 kamen die süddeutschen Königreiche und Baden sowie Elsass-Lothringen zum Norddeutschen Bund. Dieser benannte sich mit der Verfassung vom 1. Januar 1871 in Deutsches Reich um.

## Forschung

### Die deutsche Einigung und das Ausland

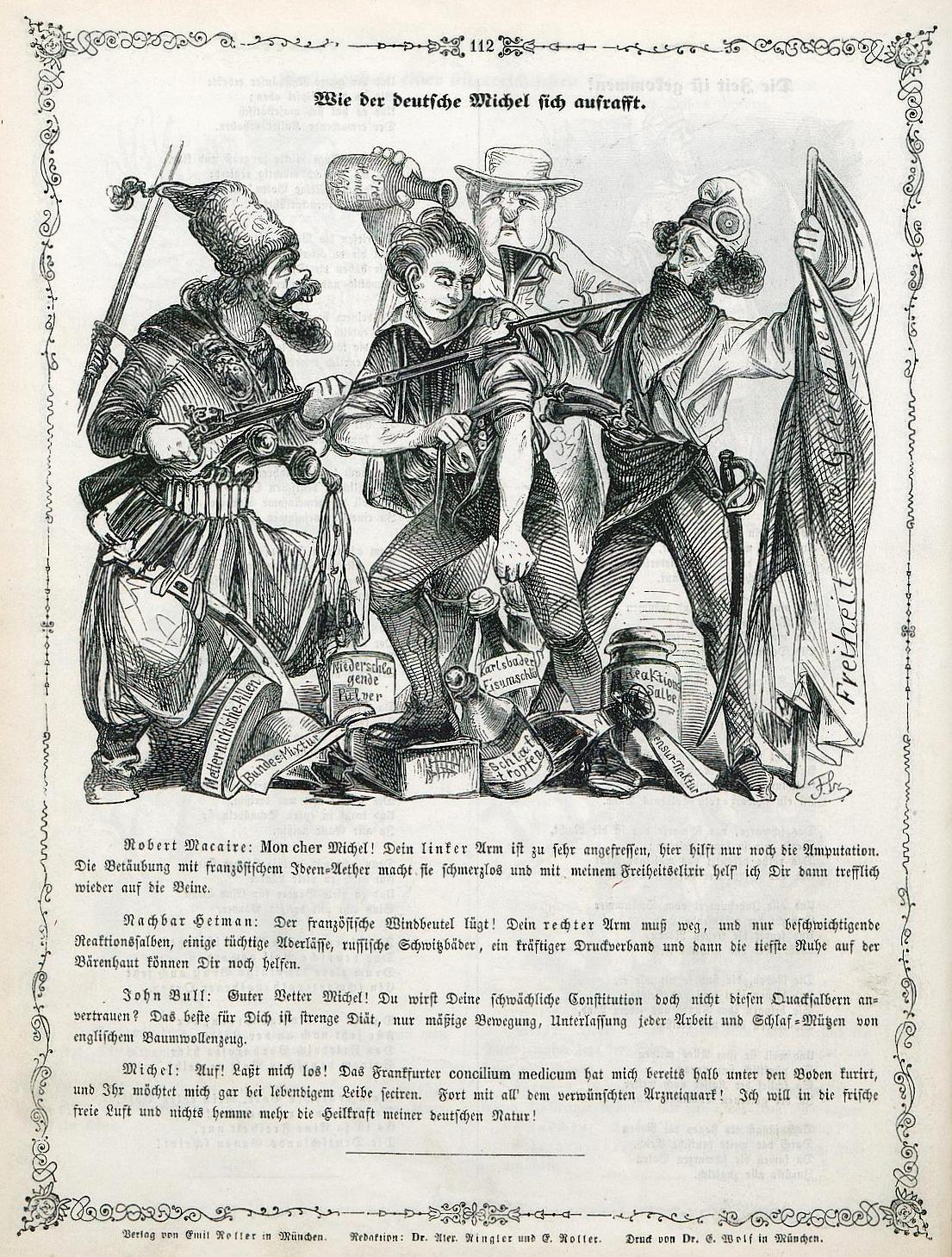
Münchner Leuchtkugeln, 1848: Dem Deutschen Michel wird ausländische Medizin angeboten, diesem aber reicht schon die Frankfurter.

Bundespräsident Theodor Heuss sagte im Februar 1950 vor Professoren und Studenten in Bonn:

„Der Tatbestand ist, daß dieses Frankfurt […] außenpolitisch von Anbeginn an fragwürdig bleibt. Dieses Nicht-Sehen-Wollen des Frankfurter Versuchs durch die europäischen Mächte, dieses an Berlin und Wien als alten Tatbeständen Gefesseltsein, vor allem der russischen Macht, hat den gesamtdeutschen Versuch letztlich aus der europäischen Situation heraus stranden lassen.“

Dagegen wendet Frank Lorenz Müller ein, die Haltung der Großmächte Russland, Großbritannien und Frankreich sei nicht ganz so einheitlich negativ gewesen, wie eine ältere Forschung es beschrieben habe. Trotz der fehlenden Anerkennung durch diese Mächte sei die deutsche Revolution nicht am Ausland gescheitert, denn zu keinem Zeitpunkt hätten sie direkt gegen eine Nationalstaatsgründung interveniert oder dies angedroht. Die prinzipielle Haltung der Nationalversammlung vor allem in der Schleswig-Holstein-Frage habe im Ausland verheerende Folgen gehabt, so musste die Nationalversammlung dann unter internationalem Druck klein beigeben.
Auch Hans-Ulrich Wehler hält es für eine Legende, dass eine erfolgreiche Nationalstaatsgründung an dem Eingreifen der Großmächte gescheitert sei. Russland habe keine „glaubwürdige Entschlossenheit“ gezeigt, tatsächlich einen „Verhinderungskrieg“ führen zu wollen. Frankreich sei mit seinen eigenen Problemen beschäftigt gewesen. Großbritannien haben sogar Wohlwollen gezeigt, der deutschstämmige Prinzgemahl Albert hätte eine parlamentarische Monarchie in Deutschland unterstützt. Die außenpolitischen Bedingungen seien keineswegs ungünstig gewesen. Wehler sieht hier bereits einen wilhelminischen „Einkreisungskomplex“, der auf die Situation von 1848 übertragen werde.
Hans Georg Kraume meint, dass der Widerstand des Auslandes sich nicht gegen die Einigung Deutschlands als solche gerichtet habe, sondern gegen das nationalpolitische Programm, das die Nachbarstaaten und Großmächte bedrohte: strategisch, wirtschaftlich, territorial. Ob sich Deutschland nach außen hätte durchsetzen können, sei offen: Die ausländischen Großmächte hatten sich durchaus wiederholt in die deutschen Angelegenheiten eingemischt, und man musste damit rechnen, dass Russland ein liberales, geeintes Deutschland verhindern wollte.

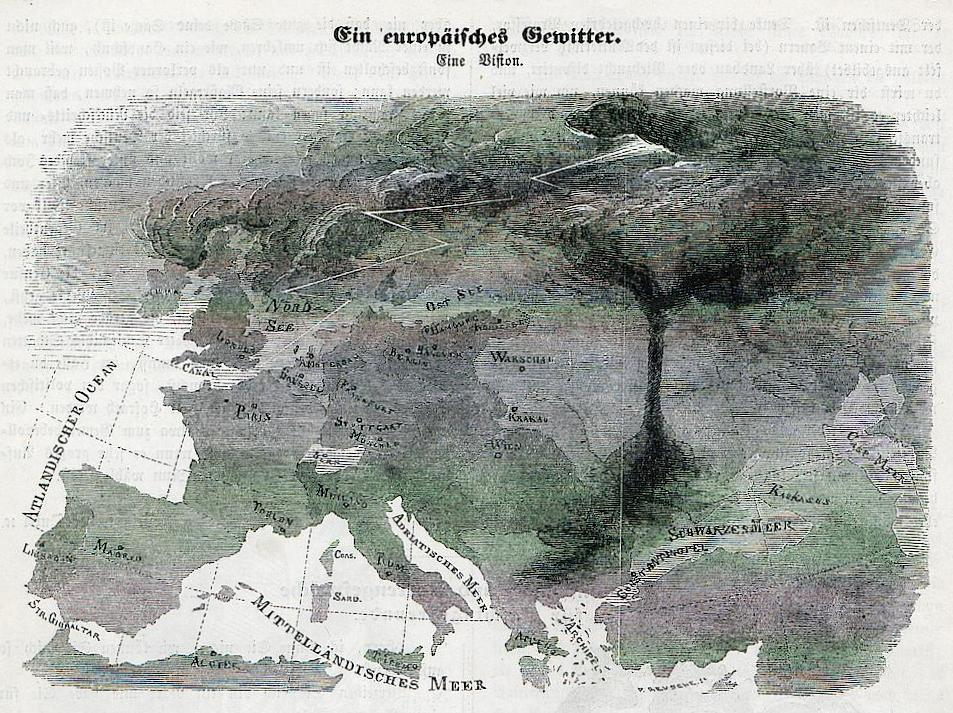
Münchner Leuchtkugeln, 1848: „Ein europäisches Gewitter. Eine Vision.“

Auch Jörg-Detlef Kühne erinnert daran, wie das säbelrasselnde Russland im Sommer 1848 Preußen mit Intervention drohte und dies ein Jahr später in Ungarn wahr machte, und wie Großbritannien skeptisch-irritiert abwartete. Wie Kühne erinnert Ernst Rudolf Huber an den Garantie-, aber auch Interventionsanspruch der Großmächte: Sie behielten sich ein Einspruchsrecht bei Verfassungsänderungen des Deutschen Bundes vor, weil die Bundesakte Teil der Wiener Kongressakte war. Ein Garantierecht aber, hält Huber dem entgegen, hätte ausdrücklich vereinbart werden müssen. Großbritannien und Frankreich protestierten wegen dieses Anspruchs 1850/1851 dagegen, dass Gesamtösterreich in den Deutschen Bund eintrat, selbst wenn die deutschen Staaten dazu einstimmig die Bundesverfassung geändert hätten.
Langewiesche findet es unfair, die Nationalbewegung nur an ihren Machtträumen zu messen, wie sie „in der ersten Euphorie revolutionären Kraftgefühls“ angedacht wurden. Sie habe zurückgesteckt und aus der Reichsidee keine territorialen Forderungen abgeleitet – freilich nicht aus freiwilliger Selbstbescheidung heraus, sondern, weil man die Forderungen nicht hätte durchsetzen können. Ähnlich sei es auch bei anderen Nationalitäten Europas gewesen. Der kleindeutsche Nationalstaat, wie ihn die Nationalversammlung letztlich aus Realismus begründen wollte, hätte die europäische Staatenordnung intakt gelassen. Ein großdeutscher Staat hingegen wäre von den europäischen Großmächten genau so wenig wie von Österreich akzeptiert worden. Außerdem hätte Preußens Übergewicht ohne Österreich den deutschen Föderalismus erstickt. Erst recht wäre ein Großösterreich für Europa unerträglich gewesen.
Über die außenpolitischen Möglichkeiten eines geeinten Kleindeutschlands urteilt Günter Wollstein skeptisch: Hätte Friedrich Wilhelm IV. im Jahr 1849 die Kaiserkrone und die Reichsverfassung akzeptiert, wäre die Situation keine andere als in der Herbstkrise 1850 gewesen. Preußen hätte entweder vor Österreich kapituliert, in einem Krieg gegen Österreich verloren, oder es hätte zu einem europäischen Krieg wie zu Napoleons Zeit kommen können. Der Historiker Werner Eugen Mosse verglich die Situation in der Herbstkrise 1850 mit den 1860er-Jahren und sah eine entscheidende Rolle bei den mittelgroßen deutschen Staaten:

„Hätten an diesem Scheideweg [1850] Hannover und Sachsen Preußen ihre unbedingte Unterstützung gegeben, dann hätte es jetzt sichern können, was es in Wirklichkeit nicht vor 1866 zum Preis zweier Feldzüge erreichte. Hätten auch Bayern und Württemberg zugestimmt, mit den nördlichen Staaten zusammenzuarbeiten, dann hätte man selbst die Ergebnisse von 1870 vorweggenommen, ohne eine Politik von ‚Blut und Eisen‘. In der Wirklichkeit hing es nun fast allein von den deutschen Regierungen ab, welche Vorteile Deutschland von britischer diplomatischer Unterstützung gewinnen konnte, von der Ablenkung der Russen auf dem Balkan und der allgemeinen europäischen Entspannung, die auf den preußisch-dänischen Waffenstillstand folgte.“

### Nationalismus
Einige Historiker erkennen in den Debatten der Paulskirche bereits nationalistische Haltungen, die an das Wilhelminische Reich oder gar an den Nationalsozialismus erinnerten. Eine Gegenthese stammt von Ulrike von Hirschhausen, der zufolge Macht und Gewaltbereitschaft weit weniger eine Rolle spielten als laut den älteren Vorstellungen von Kontinuität. Manfred Kittel meint, dass der Völkerfrühling des März sich im September 1848 tatsächlich merklich abgekühlt hatte. Allerdings vernehme man sowohl in der Anfangsphase nationalistischere Töne als auch versöhnlichere in der späteren. Daher könne man nicht einfach von einer geradlinigen Entwicklung vom liberal-emanzipatorischen Nationalismus hin einem nationalen Egoismus sprechen.

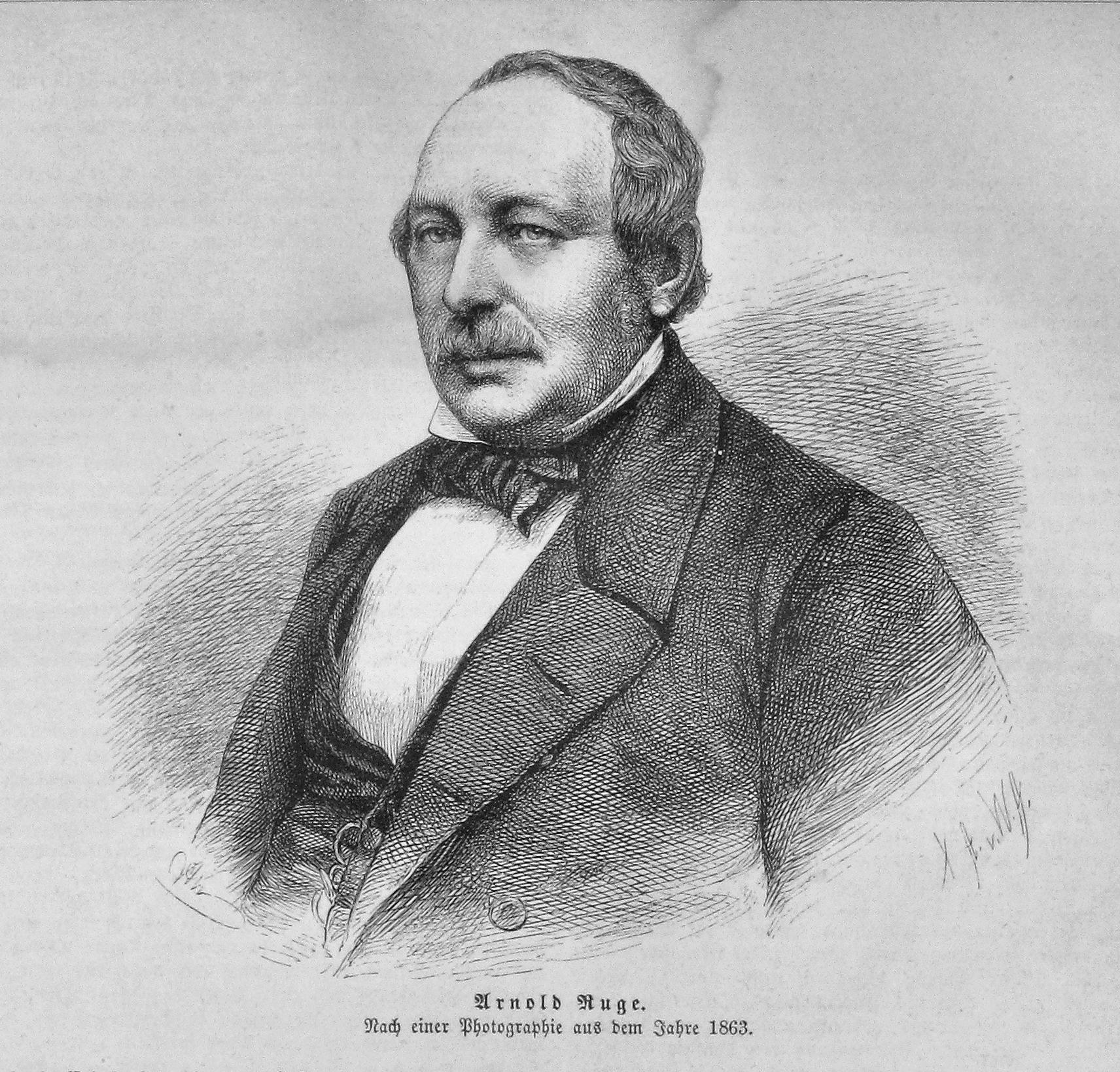
Der Schriftsteller Arnold Ruge gehörte in der Frankfurter Nationalversammlung der demokratischen Linken an. 1856 hielt die politische Polizei im Deutschen Bund ihn für gefährlicher als Karl Marx.

Die Liberalen, so Kittel, mussten die Erfahrung machen, dass politische Modernisierung und Freiheitsrechte nicht automatisch zum Ausgleich zwischen den Völkern führen. Schmerzhaft empfanden sie vor allem das Resultat des Schleswig-Holstein-Konflikts und die Ereignisse in Posen. Dennoch gab es solche Erlebnisse auch in anderen europäischen Ländern dieser Zeit, so dass man kaum vom Beginn eines reaktionären deutschen Sonderwegs sprechen könne. Dies galt für die „verspäteten“ Nationen Italien und Polen ebenso wie für Frankreich und Großbritannien, wo die Liberalen auch nicht vom nationalen Egoismus frei waren.
Ähnlich lehnte Jörg-Detlef Kühne den Gedanken ab, die Nationalversammlung habe eine „völkerrechtliche Unschuld“ bewiesen; das stimme ebenso wenig wie in der Schweiz, Italien oder anderen Ländern mit Revolutionserfahrung. An Rednern wie Dahlmann sehe man eine internationale Ungeschultheit: „Der Vorwurf mangelnder politischer Reife, den die Liberalen in der Wahlrechtsfrage den Demokraten entgegensetzten, traf außenpolitisch auch sie selbst.“ Der Demokrat Arnold Ruge jedenfalls nahm in Frankfurt bereits den Gedanken des Völkerbundes vorweg, als er einen Völkerkongress der großen Nationen Europas vorschlug. Dieser sollte die Wiener Verträge einvernehmlich ändern und Kriege verhindern, auf der Grundlage des Völkerrechtes, durch friedliche Streitschlichtung und allgemeine europäische Abrüstung.

## Belege
1. ↑  Peter Burg: Der Wiener Kongreß. Der Deutsche Bund im europäischen Staatensystem. dtv, München 1984, S. 52.
2. ↑  Ernst Rudolf Huber: Deutsche Verfassungsgeschichte seit 1789. Band I: Reform und Restauration 1789 bis 1830. 2. Auflage, Verlag W. Kohlhammer, Stuttgart [u. a.] 1967, S. 543–545.
3. ↑  Peter Burg: Der Wiener Kongreß. Der Deutsche Bund im europäischen Staatensystem. dtv, München 1984, S. 87.
4. ↑  Frank Lorenz Müller: Die Revolution von 1848/1849. Wissenschaftliche Buchgesellschaft, Darmstadt 2002, S. 97.
5. ↑  Günter Wollstein: Das ‚Großdeutschland‘ der Paulskirche. Nationale Ziele in der bürgerlichen Revolution 1848/1849. Droste Verlag, Düsseldorf 1977, S. 325/326.
6. ↑  Günter Wollstein: Das ‚Großdeutschland‘ der Paulskirche. Nationale Ziele in der bürgerlichen Revolution 1848/1849. Droste Verlag, Düsseldorf 1977, S. 324.
7. ↑  Günter Wollstein: Das ‚Großdeutschland‘ der Paulskirche. Nationale Ziele in der bürgerlichen Revolution 1848/1849. Droste Verlag, Düsseldorf 1977, S. 325/326.
8. ↑  Günter Wollstein: Das ‚Großdeutschland‘ der Paulskirche. Nationale Ziele in der bürgerlichen Revolution 1848/1849. Droste Verlag, Düsseldorf 1977, S. 328/329.
9. ↑  Günter Wollstein: Das ‚Großdeutschland‘ der Paulskirche. Nationale Ziele in der bürgerlichen Revolution 1848/1849. Droste Verlag, Düsseldorf 1977, S. 332.
10. ↑  Günter Wollstein: Das ‚Großdeutschland‘ der Paulskirche. Nationale Ziele in der bürgerlichen Revolution 1848/1849. Droste Verlag, Düsseldorf 1977, S. 332/333.
11. ↑  Günter Wollstein: Das ‚Großdeutschland‘ der Paulskirche. Nationale Ziele in der bürgerlichen Revolution 1848/1849. Droste Verlag, Düsseldorf 1977, S. 333–335.
12. ↑  Konrad Canis: Bismarcks Außenpolitik 1870 bis 1890. Aufstieg und Gefährdung, Schöningh, Paderborn u. a. 2004, S. 20.
13. ↑  Ernst Rudolf Huber: Deutsche Verfassungsgeschichte seit 1789. Band II: Der Kampf um Einheit und Freiheit 1830 bis 1850. Verlag W. Kohlhammer, Stuttgart [u. a.] 1960, S. 638.
14. ↑  Wolfram Siemann: Die deutsche Revolution von 1848/49. Einheit der Nation und Zwietracht der Nationalitäten. In: derselbe: 1848/49 in Deutschland und Europa. Ereignis – Bewältigung – Erinnerung. Schöningh, Paderborn u. a. 2006, S. 101–113, hier S. 108.
15. ↑  Günter Wollstein: Das ‚Großdeutschland‘ der Paulskirche. Nationale Ziele in der bürgerlichen Revolution 1848/1849. Droste Verlag, Düsseldorf 1977, S. 321.
16. ↑  Hans Georg Kraume: Außenpolitik 1848. Die holländische Provinz Limburg in der deutschen Revolution. Droste Verlag, Düsseldorf 1979, S. 224.
17. ↑  Günter Wollstein: Das ‚Großdeutschland‘ der Paulskirche. Nationale Ziele in der bürgerlichen Revolution 1848/1849. Droste Verlag, Düsseldorf 1977, S. 23/24.
18. ↑  Manfred Kittel: Abschied vom Völkerfrühling? National- und außenpolitische Vorstellungen im konstitutionellen Liberalismus 1848/49. In: Historische Zeitschrift, Band 275, Heft 2 (Oktober 2002), S. 333–383, hier S. 371.
19. ↑  Robert Bohn: Geschichts Schleswig-Holsteins. Beck, München 2006, ISBN 978-3-406-50891-2, S. 52.
20. ↑  Günter Wollstein: Das ‘Großdeutschland’ der Paulskirche. Nationale Ziele in der bürgerlichen Revolution 1848/1849. Droste Verlag, Düsseldorf 1977, S. 36–38.
21. ↑  Günter Wollstein: Das ‚Großdeutschland‘ der Paulskirche. Nationale Ziele in der bürgerlichen Revolution 1848/1849. Droste Verlag, Düsseldorf 1977, S. 51 f.
22. ↑  Günter Wollstein: Das ‚Großdeutschland‘ der Paulskirche. Nationale Ziele in der bürgerlichen Revolution 1848/1849. Droste Verlag, Düsseldorf 1977, S. 40.
23. ↑  Günter Wollstein: Das ‚Großdeutschland‘ der Paulskirche. Nationale Ziele in der bürgerlichen Revolution 1848/1849. Droste Verlag, Düsseldorf 1977, S. 40.
24. ↑  Keith A. P. Sandiford: Great Britain and the Schleswig-Holstein Question 1848-64 a study in diplomacy, politics and public opinion. University of Toronto Press: Toronto / Buffalo 1975, S. 19/20.
25. ↑  Keith A. P. Sandiford: Great Britain and the Schleswig-Holstein Question 1848-64 a study in diplomacy, politics and public opinion. University of Toronto Press: Toronto / Buffalo 1975, S. 19/20.
26. ↑  Keith A. P. Sandiford: Great Britain and the Schleswig-Holstein Question 1848-64 a study in diplomacy, politics and public opinion. University of Toronto Press: Toronto / Buffalo 1975, S. 23/24.
27. ↑  Keith A. P. Sandiford: Great Britain and the Schleswig-Holstein Question 1848-64 a study in diplomacy, politics and public opinion. University of Toronto Press: Toronto / Buffalo 1975, S. 24.
28. ↑  Keith A. P. Sandiford: Great Britain and the Schleswig-Holstein Question 1848-64 a study in diplomacy, politics and public opinion. University of Toronto Press: Toronto / Buffalo 1975, S. 24/25.
29. ↑  Werner Eugen Mosse: The European Powers and the German Question 1848-71. With Special Reference to England And Russia. Cambridge: University Press 1958, S. 20.
30. ↑  Werner Eugen Mosse: The European Powers and the German Question 1848-71. With Special Reference to England And Russia. Cambridge: University Press 1958, S. 21.
31. ↑  Günter Wollstein: Das ‚Großdeutschland‘ der Paulskirche. Nationale Ziele in der bürgerlichen Revolution 1848/1849. Droste Verlag, Düsseldorf 1977, S. 53/54.
32. ↑  Günter Wollstein: Das ‚Großdeutschland‘ der Paulskirche. Nationale Ziele in der bürgerlichen Revolution 1848/1849. Droste Verlag, Düsseldorf 1977, S. 53.
33. ↑  Günter Wollstein: Das ‚Großdeutschland‘ der Paulskirche. Nationale Ziele in der bürgerlichen Revolution 1848/1849. Droste Verlag, Düsseldorf 1977, S. 63/64.
34. ↑  Günter Wollstein: Das ‚Großdeutschland‘ der Paulskirche. Nationale Ziele in der bürgerlichen Revolution 1848/1849. Droste Verlag, Düsseldorf 1977, S. 74/75.
35. ↑  Günter Wollstein: Das ‚Großdeutschland‘ der Paulskirche. Nationale Ziele in der bürgerlichen Revolution 1848/1849. Droste Verlag, Düsseldorf 1977, S. 85.
36. ↑  Günter Wollstein: Das ‚Großdeutschland‘ der Paulskirche. Nationale Ziele in der bürgerlichen Revolution 1848/1849. Droste Verlag, Düsseldorf 1977, S. 86/87.
37. ↑  Günter Wollstein: Das ‚Großdeutschland‘ der Paulskirche. Nationale Ziele in der bürgerlichen Revolution 1848/1849. Droste Verlag, Düsseldorf 1977, S. 90/91, 93/94.
38. ↑  Werner Eugen Mosse: The European Powers and the German Question 1848-71. With Special Reference to England And Russia. Cambridge: University Press 1958, S. 26–28.
39. ↑  Ernst Rudolf Huber: Deutsche Verfassungsgeschichte seit 1789. Band II: Der Kampf um Einheit und Freiheit 1830 bis 1850. Verlag W. Kohlhammer, Stuttgart [u. a.] 1960, S. 904/905.
40. ↑  Ernst Rudolf Huber: Deutsche Verfassungsgeschichte seit 1789. Band II: Der Kampf um Einheit und Freiheit 1830 bis 1850. Verlag W. Kohlhammer, Stuttgart [u. a.] 1960, S. 905.
41. ↑  Ernst Rudolf Huber: Deutsche Verfassungsgeschichte seit 1789. Band II: Der Kampf um Einheit und Freiheit 1830 bis 1850. Verlag W. Kohlhammer, Stuttgart [u. a.] 1960, S. 933/934.
42. ↑  Günter Wollstein: Das ‚Großdeutschland‘ der Paulskirche. Nationale Ziele in der bürgerlichen Revolution 1848/1849. Droste Verlag, Düsseldorf 1977, S. 106.
43. ↑  Werner Eugen Mosse: The European Powers and the German Question 1848-71. With Special Reference to England And Russia. Cambridge: University Press 1958, S. 14.
44. ↑  Manfred Kittel: Abschied vom Völkerfrühling? National- und außenpolitische Vorstellungen im konstitutionellen Liberalismus 1848/49. In: Historische Zeitschrift, Band 275, Heft 2 (Oktober 2002), S. 333–383, hier S. 359–361.
45. ↑  Ernst Rudolf Huber: Deutsche Verfassungsgeschichte seit 1789. Band II: Der Kampf um Einheit und Freiheit 1830 bis 1850. Verlag W. Kohlhammer, Stuttgart [u. a.] 1960, S. 641.
46. ↑  Günter Wollstein: Das ‚Großdeutschland‘ der Paulskirche. Nationale Ziele in der bürgerlichen Revolution 1848/1849. Droste Verlag, Düsseldorf 1977, S. 165.
47. ↑  Günter Wollstein: Das ‚Großdeutschland‘ der Paulskirche. Nationale Ziele in der bürgerlichen Revolution 1848/1849. Droste Verlag, Düsseldorf 1977, S. 251, S. 253/254.
48. ↑  Johan Christiaan Boogman: Nederland en de Duitse Bond 1815–1851. Diss. Utrecht, J. B. Wolters, Groningen / Djakarta 1955, S. 594.
49. ↑  Günter Wollstein: Das ‚Großdeutschland‘ der Paulskirche. Nationale Ziele in der bürgerlichen Revolution 1848/1849. Droste Verlag, Düsseldorf 1977, S. 293/294.
50. ↑  Günter Wollstein: Das ‚Großdeutschland‘ der Paulskirche. Nationale Ziele in der bürgerlichen Revolution 1848/1849. Droste Verlag, Düsseldorf 1977, S. 298.
51. ↑  Günter Wollstein: Das ‚Großdeutschland‘ der Paulskirche. Nationale Ziele in der bürgerlichen Revolution 1848/1849. Droste Verlag, Düsseldorf 1977, S. 320/321.
52. ↑  Günter Wollstein: Das ‚Großdeutschland‘ der Paulskirche. Nationale Ziele in der bürgerlichen Revolution 1848/1849. Droste Verlag, Düsseldorf 1977, S. 321/322.
53. ↑  Ernst Rudolf Huber: Deutsche Verfassungsgeschichte seit 1789. Band II: Der Kampf um Einheit und Freiheit 1830 bis 1850. Verlag W. Kohlhammer, Stuttgart [u. a.] 1960, S. 885/886.
54. ↑  Jürgen Angelow: Der Deutsche Bund. Wissenschaftliche Buchgesellschaft, Darmstadt 2003, S. 93.
55. ↑  Ernst Rudolf Huber: Deutsche Verfassungsgeschichte seit 1789. Band II: Der Kampf um Einheit und Freiheit 1830 bis 1850. Verlag W. Kohlhammer, Stuttgart [u. a.] 1960, S. 883/884.
56. ↑  Ernst Rudolf Huber: Deutsche Verfassungsgeschichte seit 1789. Band II: Der Kampf um Einheit und Freiheit 1830 bis 1850. Verlag W. Kohlhammer, Stuttgart [u. a.] 1960, S. 898.
57. ↑  Ernst Rudolf Huber: Deutsche Verfassungsgeschichte seit 1789. Band II: Der Kampf um Einheit und Freiheit 1830 bis 1850. Verlag W. Kohlhammer, Stuttgart [u. a.] 1960, S. 891.
58. ↑  Ernst Rudolf Huber: Deutsche Verfassungsgeschichte seit 1789. Band II: Der Kampf um Einheit und Freiheit 1830 bis 1850. Verlag W. Kohlhammer, Stuttgart [u. a.] 1960, S. 900/901.
59. ↑  Ernst Rudolf Huber: Deutsche Verfassungsgeschichte seit 1789. Band II: Der Kampf um Einheit und Freiheit 1830 bis 1850. Verlag W. Kohlhammer, Stuttgart [u. a.] 1960, S. 933/934.
60. ↑  Konrad Canis: Bismarcks Außenpolitik 1870 bis 1890. Aufstieg und Gefährdung, Schöningh, Paderborn u. a. 2004, S. 21.
61. ↑  Werner Eugen Mosse: The European Powers and the German Question 1848-71. With Special Reference to England And Russia. Cambridge: University Press 1958, S. 30/31.
62. ↑  Raymond Poidevin / Jacques Bariéty: Les relations franco-allemandes 1815–1975. Armand Colin: Paris 1977, S. 28.
63. ↑  Raymond Poidevin / Jacques Bariéty: Les relations franco-allemandes 1815–1975. Armand Colin: Paris 1977, S. 28/29.
64. ↑  Raymond Poidevin / Jacques Bariéty: Les relations franco-allemandes 1815–1975. Armand Colin: Paris 1977, S. 28/29.
65. ↑  Ernst Rudolf Huber: Deutsche Verfassungsgeschichte seit 1789. Band II: Der Kampf um Einheit und Freiheit 1830 bis 1850. Verlag W. Kohlhammer, Stuttgart [u. a.] 1960, S. 908.
66. ↑  Ernst Rudolf Huber: Deutsche Verfassungsgeschichte seit 1789. Band II: Der Kampf um Einheit und Freiheit 1830 bis 1850. Verlag W. Kohlhammer, Stuttgart [u. a.] 1960, S. 933/934.
67. ↑  Theodor Heuss: Verfassungsrecht und Verfassungspolitik. Vom monarchischen Konstitutionalismus zum demokratischen Parlamentarismus. Ansprache gehalten vor Professoren und Studenten der Rheinischen Friedrich-Wilhelms-Universität zu Bonn am 16. Februar 1950. Scherpe-Verlag, Krefeld 1950, S. 6.
68. ↑  Frank Lorenz Müller: Die Revolution von 1848/1849. Wissenschaftliche Buchgesellschaft, Darmstadt 2002, S. 98.
69. ↑  Frank Lorenz Müller: Die Revolution von 1848/1849. Wissenschaftliche Buchgesellschaft, Darmstadt 2002, S. 101 f.
70. ↑  Hans-Ulrich Wehler: Deutsche Gesellschaftsgeschichte. Zweiter Band: Von der Reformära bis zur industriellen und politischen „Deutschen Doppelrevolution“ 1815–1845/1849. Beck, München 1987, S. 757.
71. ↑  Hans Georg Kraume: Außenpolitik 1848. Die holländische Provinz Limburg in der deutschen Revolution. Droste Verlag, Düsseldorf 1979, S. 223/224.
72. ↑  Jörg-Detlef Kühne: Revolution und Rechtskultur. Die Bedeutung der Revolutionen von 1848 für die Rechtsentwicklung in Europa. In: Historische Zeitschrift. Beihefte, neue Reihe, Band 29: Die Revolutionen von 1848 in der europäischen Geschichte. Ergebnisse und Nachwirkungen. Beiträge des Symposions in der Paulskirche vom 21. bis 23. Juni 1998 (2000), S. 57–72, hier S. 69/70.
73. ↑  Ernst Rudolf Huber: Deutsche Verfassungsgeschichte seit 1789. Band I: Reform und Restauration 1789 bis 1830. 2. Auflage, Verlag W. Kohlhammer, Stuttgart [u. a.] 1967, S. 676–679.
74. ↑  Dieter Langewiesche: Reich, Nation und Staat in der jüngeren deutschen Geschichte. In: Historische Zeitschrift, Band. 254, Heft 2 (April 1992), S. 341–381, hier S. 358/359.
75. ↑  Günter Wollstein: Deutsche Geschichte 1848/49. Gescheiterte Revolution in Mitteleuropa. Kohlhammer, Stuttgart 1986, S. 164 f.
76. ↑  „If, at this juncture, Hanover and Saxony at least had given Prussia their unqualified support, she could now have secured what she would not in fact achieve until 1866 at the price of two campaigns. If Bavaria and Württemberg also had agreed to co-operate with the northern states, even the results of 1870 might perhaps have been anticipated without a policy of ‚blood and iron‘. In fact, it now depended almost entirely upon the German governments what advantages Germany would gain from British diplomatic support, Russian preoccupations in the Balkans and the general European détente following the Prusso-Danish armistice.“ Werner Eugen Mosse: The European Powers and the German Question 1848-71. With Special Reference to England And Russia. Cambridge: University Press 1958, S. 31.
77. ↑  Manfred Kittel: Abschied vom Völkerfrühling? National- und außenpolitische Vorstellungen im konstitutionellen Liberalismus 1848/49. In: Historische Zeitschrift, Band 275, Heft 2 (Oktober 2002), S. 333–383, hier S. 378/379.
78. ↑  Wolfram Siemann: 1848/49 in Deutschland und Europa. Ereignis, Bewältigung, Erinnerung. Schöningh, Paderborn u. a. 2006, S. 226.
79. ↑  Manfred Kittel: Abschied vom Völkerfrühling? National- und außenpolitische Vorstellungen im konstitutionellen Liberalismus 1848/49. In: Historische Zeitschrift, Band 275, Heft 2 (Oktober 2002), S. 333–383, hier S. 380/381.
80. ↑  Jörg-Detlef Kühne: Revolution und Rechtskultur. Die Bedeutung der Revolutionen von 1848 für die Rechtsentwicklung in Europa. In: Historische Zeitschrift. Beihefte, neue Reihe, Band 29: Die Revolutionen von 1848 in der europäischen Geschichte. Ergebnisse und Nachwirkungen. Beiträge des Symposions in der Paulskirche vom 21. bis 23. Juni 1998 (2000), S. 57–72, hier S. 69–71.